# Liste von geschichtsbezogenen Filmen und Serien
Die Liste der geschichtsbezogenen Filme und Serien beinhaltet Filme und Serien, die in einer früheren Epoche spielen oder ein historisches Ereignis behandeln. Werden mehrere Epochen berührt, erscheint der Eintrag entsprechend in diesen Epochen, sofern die Epoche wesentlich im Film oder in der Serie vorkommt.
Zur Liste gehören nicht:
- Dokumentationen, Dokudramen;
- reine Genrefilme (Western, Mittelalter-, Abenteuerfilme etc.) ohne eigentlichen historischen Bezug;
- Darstellungen primär humoristischen, stark ästhetisierenden oder mythologischen Charakters, die schwere Anachronismen in Kauf nehmen oder suchen, wie Sagenstoffe, Fantasy, Science-Fiction, Steampunk usw.;
- Filme, die zwar Ereignisse behandeln, die einige Jahre zuvor geschehen sind, die aber nicht als einer anderen Epoche zugehörig erscheinen;
- Filme, die bereits in einer verlinkten anderen Liste bzw. Artikel aufgeführt werden (zum Beispiel Lutherfilm);
- kurze Serien, die auch in ihrer Gesamtheit keine Spielfilmlänge erreichen.

Ein Eintrag informiert über den Filmtitel, das Filmjahr (in der Regel das Erscheinungsjahr), die behandelte Zeit (bei Gesamtbiografien die Lebensdaten der Person), und macht einige Anmerkungen über das Filmgenre, eventuell berühmte Drehbuchautoren oder Schriftsteller einer Romanvorlage, Regisseure und Darsteller.

## Ur- und Frühgeschichte
Seriöse Filme über die Menschen der Urgeschichte und der Frühgeschichte (aus der bereits erste Schriftzeugnisse vorliegen) sind ausgesprochen selten. Die Lebenswelt ist für das Publikum fremd und bietet wenig Glamour. Häufiger sind Klamotten wie Caveman (1981) mit Ringo Starr. Vorgeschichtliche Tiere und zum Teil Menschen erscheinen am Rande in Abenteuer- und Fantasyfilmen, in denen heutige Menschen in eine urgeschichtliche Gegend geraten, etwa durch Zeitreisen, Weltraumfahrten oder Expeditionen in entlegene Erdteile. Ein Klassiker solcher Geschichten sind Filme auf der Grundlage von Jules Vernes Roman Die Reise zum Mittelpunkt der Erde.
- Am Anfang war das Feuer (1981), eine Gruppe Steinzeitmenschen sucht nach Feuer
- Ayla und der Clan des Bären (1986), Film mit Daryl Hannah nach der Romanreihe von Jean M. Auel, im Europa vor 35.000 Jahren, als der Cro-Magnon den Neandertaler verdrängt
- 10.000 B.C. (2008), Film von Roland Emmerich über Angehörige eines steinzeitlichen Stammes, die von einer Reiterkultur verschleppt werden
- Ao, der letzte Neandertaler (2010)
- Der Mann aus dem Eis (2017), es werden die möglichen Hintergründe des Ablebens von Ötzi beleuchtet, der mehr als 5000 Jahre später als Gletschermumie aufgefunden wurde.
- Alpha (2018), Domestizierung des Hundes in der letzten Eiszeit

## Altertum

### Bibel
Siehe: Liste von Bibelverfilmungen
Bibelverfilmungen bemühen sich großteils um historische Glaubwürdigkeit, bleiben aber eng ihrem Genre und der ursprünglichen Erzählung verhaftet.

### Ägypten
Im Film werden meist Epochen aus der ägyptischen Geschichte behandelt, die sich zeitlich der römischen Eroberung nähern und die sich um Julius Caesar und Cleopatra drehen. Die früheren Epochen wie die des Pyramidenbaus kommen in Filmen selten vor.
- Sudan (1945), Film über den Pharao Chephren (3. Jahrtausend vor Christus)
- Sinuhe der Ägypter (1954), Film über einen ägyptischen Arzt des 14. Jahrhunderts v. Chr.
- Land der Pharaonen (1955), Film von Howard Hawks über den Bau einer Pyramide
- Pharao (1966), polnischer Film nach dem Roman von Bolesław Prus
- Exodus: Götter und Könige (2014), Film über Ramses und den Zug der Israeli ins gelobte Land
- Tut – Der größte Pharao aller Zeiten (2015), dreiteilige Miniserie über den Pharao Tutanchamun (1332–1323 v. Chr.) in Ägypten mit Ben Kingsley als Eje und Nonso Anozie als Haremhab

### Vorder- und Zentralasien
Abgesehen von eher unhistorischen Bibelfilmen des Alten Testaments und der Gilgamesch-Sage ist Vorderasien überaus selten Thema historischer Verfilmungen, Zentralasien noch weitaus seltener.
- Hatifa (1960), Kinderfilm über das Leben eines Mädchens in assyrischer Zeit
- Die Legende von Tomiris – Schlacht gegen Persien (2019), kasachischer Film über Tomyris, die Königin der südöstlich des Aralsees siedelnden Massageten und ihren Kampf gegen den Perserkönig Kyros II. um 530 v. Chr., der dabei ums Leben gekommen sein soll.

### Antikes Griechenland
Das antike Griechenland steht ebenso wie viele andere Teilgebiete der Alten Geschichte im Schatten der wesentlich häufiger verfilmten Geschichte des Römischen Reichs. In Filmen wird vor allem die Griechische Klassik von den Perserkriegen bis zu Alexander dem Großen (etwa 500 bis 300 v. Chr.) dargestellt. Dennoch haben Elemente des antiken Griechenlands in Sagenverfilmungen wie Jason und die Argonauten (1963) und in Fantasyfilmen wie Percy Jackson – Diebe im Olymp (2010) Eingang gefunden, die aber keine Historienfilme sind. Zumeist sind die Geschichten fiktiv und der historische Hintergrund wird nur als Kulisse verwendet.
- Sikandar (1941), Schlacht am Hydaspes
- Alexander der Große (1956), Biographie Alexanders des Großen mit Richard Burton
- Der Löwe von Sparta (1960), Film über die Perserkriege und die Schlacht bei den Thermopylen (480 v. Chr.)
- Der Koloß von Rhodos (1961), Sandalenfilm von Sergio Leone über die Statue auf Rhodos um 280 v. Chr.
- Alexander (2004), Biographie von Oliver Stone über Alexander den Großen
- 300 (2007), Verfilmung des Comic-Romans von Frank Miller, Film über die Schlacht bei den Thermopylen (480 v. Chr.), angereichert mit phantastischen Elementen
- 300: Rise of an Empire (2014), Fortsetzung des Films 300; stellt die Seeschlachten bei Artemision und Salamis auf fiktive Weise dar

### Rom
Seit Beginn der Filmgeschichte hat das Alte Rom viele Filmemacher inspiriert. Es bot die Kulisse für Monumentalfilme, Abenteuergeschichten, politische Intrigen und frühes Christentum. Auf dem früheren Gebiet des Römischen Reiches liegen viele Länder mit eigener Filmproduktion.

#### Von den Anfängen bis zu den Bürgerkriegen
- Cabiria (1914), italienischer Film über eine Patriziertochter im dritten Jahrhundert vor Christus, die von Piraten verschleppt wird
- Hannibal (1959), italienischer Film über die fiktive Liebe zwischen einer römischen Patrizierin und dem karthagischen Feldherrn Hannibal (um 246 v. Chr. bis 183 v. Chr.)
- Romulus und Remus (1961), nach der römischen Mythologie die Gründer der Stadt Rom
- Romulus & Remus: The First King (2019), nach der römischen Mythologie die Gründer der Stadt Rom im Jahre 753 v. Chr. Sie waren nach der Sage die Kinder des Kriegsgottes Mars und der Priesterin Rhea Silvia.

#### Bürgerkriege bis zum Prinzipat des Augustus (133–31 v. Chr.)
- Cleopatra (1934), mit Claudette Colbert als Kleopatra
- Caesar und Cleopatra (1945), Film mit Claude Rains und Vivien Leigh
- Spartacus (1960), Verfilmung des gleichnamigen Romans von Howard Fast, Politik und Sklavenaufstand in der Spätphase der Republik
- Cleopatra (1963), mit Elizabeth Taylor und Richard Burton
- Cleopatra (1999), zweiteiliger TV-Film mit Leonor Varela als Kleopatra und Timothy Dalton als Gaius Iulius Caesar
- Druids (2001), Film über den Gallier Vercingetorix (etwa 82 v. Chr. bis 46 v. Chr.)
- Julius Caesar, Fernseh-Zweiteiler von Uli Edel über das Leben Caesars
- Spartacus (2004), Film bzw. Miniserie nach dem gleichnamigen Roman von Howard Fast, Politik und Sklavenaufstand in der Spätphase der Republik
- Empire (2005), Miniserie über den Aufstiegs Octavians
- Rome (2005–2007), Fernsehserie über die letzte Phase des römischen Bürgerkrieges unter Cäsar und Oktavian
- Spartacus (2010–2013), US-Fernsehserie über die weitgehend fiktive Lebensgeschichte von Spartacus und den nach ihm benannten Sklavenaufstand

#### Kaiserzeit
- Die Hermannschlacht (1924), Film über die römische Niederlage im Teutoburger Wald im Jahr 9
- Ben Hur (1925), Film über den fiktiven jüdischen Prinzen und Zeitgenossen Jesu, Judah Ben Hur, Verfilmung des gleichnamigen Romans von Lew Wallace
- Im Zeichen des Kreuzes (1932), Film über die Christenverfolgung unter Kaiser Nero
- Karthagos Fall (1937) italienisch-faschistischer Propagandafilm über den römischen Sieg über Karthago
- Quo Vadis? (1951), Film nach dem Roman von Henryk Sienkiewicz über ein christliches Liebespaar unter Nero
- Das Gewand (1953), frühes Christentum im Römischen Reich
- Die Gladiatoren (1954), Film über eine Christenverfolgung unter Caligula
- Ben Hur (1959), Film mit Charlton Heston über den (fiktiven) Judah Ben Hur nach dem gleichnamigen Roman von Lew Wallace
- Der Untergang des Römischen Reiches (1964), Film über das Römische Reich zur Zeit der Kaiser Mark Aurel und Commodus
- Hermann der Cherusker (1965), Film über die römische Niederlage im Teutoburger Wald im Jahr 9
- Ich, Claudius – Kaiser und Gott (UK 1976), 13-teilige britische Historienserie von BBC Laufzeit 650 min. nach einem Roman von Robert Graves
- Caligula (1980), spekulativer Film über die Kaiserzeit Caligulas
- Masada (1981), achtteilige Miniserie über die Eroberung der jüdischen Feste Masadas am Ende des Jüdischen Krieges (73 n. Chr.)
- Gladiator (2000), Film über einen ehemaligen Feldherren, der nach dem Ende der Regierungszeit Mark Aurels als Gladiator kämpfen muss
- Augustus – Mein Vater der Kaiser (2003), Fernsehzweiteiler, in dem der greise Augustus (Peter O’Toole) auf sein Leben zurückblickt
- Nero – Die dunkle Seite der Macht (2004)
- Ben Hur (2010), Fernseh-Zweiteiler über (fiktiven) Jehuda Ben Hur nach dem gleichnamigen Roman von Lew Wallace
- Centurion (2010), Regie Neil Marshall, über den Grenzkrieg zwischen Römern und Pikten in Schottland, der Film behandelt das (fiktive) Schicksal der Legio VIIII Hispana, die seit der Regierungszeit Hadrians (117–138) aus den historischen Aufzeichnungen verschwunden ist, und den Bau des Hadrianswalles. Die Handlung findet ca. 122 n. Chr. statt
- Der Adler der neunten Legion (2011), Regie Kevin Macdonald nach einem Roman von Rosemary Sutcliff, behandelt das (fiktive) Schicksal der Legio VIIII Hispana und die Geschichte eines Centurios, der 20 Jahre nach ihrem Verschwinden in Schottland versucht den Legionsadler zurückzugewinnen und so die Ehre seiner Familie wiederherzustellen. Die Handlung spielt im römischen Nordengland und im freien Schottland um ca. 138 n. Chr.
- Auferstanden (2015), Film über das Sterben und die Auferstehung von Jesus Christus aus der Sicht eines römischen Legionärs
- Ben Hur (2016), Neuverfilmung des gleichnamigen Spielfilms Ben Hur von 1959
- Britannia (2017), Fernsehserie über die römische Invasion Britanniens im Jahre 43 n. Chr. unter der Führung von Aulus Plautius verkörpert von David Morrissey
- Barbaren (2020), 6-teilige Fernsehserie über die Varusschlacht (9 n. Chr.) und Ereignisse im unmittelbaren Vorfeld
- Domina (2021), Fernsehserie über Livia Drusilla (58 v. Chr. – 29 n. Chr.), die Ehefrau des Kaisers Augustus
- Seneca – Oder: Über die Geburt von Erdbeben (2023), über das Lebensende des Philosophen Seneca und seine Beziehung zu Kaiser Nero
- Those About to Die (2024), Serie über Gladiatoren in Rom zur Zeit der Flavier mit Anthony Hopkins als Kaiser Vespasian

#### Pompeji
- Die letzten Tage von Pompeji (1908), Verfilmung des gleichnamigen Romans von Edward Bulwer-Lytton
- Die letzten Tage von Pompeji (1913), Verfilmung des gleichnamigen Romans von Edward Bulwer-Lytton
- Die letzten Tage von Pompeji (1926), Verfilmung des gleichnamigen Romans von Edward Bulwer-Lytton
- Die letzten Tage von Pompeji (1935), Film vor dem Hintergrund des Vulkanausbruchs, er verwendet die Personen des gleichnamigen Romans von Edward Bulwer-Lytton, aber nicht dessen Handlung
- Die letzten Tage von Pompeji (1959), Verfilmung des gleichnamigen Romans Edward Bulwer-Lytton
- Die letzten Tage von Pompeji (1984), Miniserie vor dem Hintergrund des Vulkanausbruchs, nach dem Roman von Edward Bulwer-Lytton
- Pompeii (2014), Film über den Untergang Pompejis im Jahre 79 n. Chr.

### Spätantike und Völkerwanderung
- Attila, der Hunnenkönig (1954), Biographie über den Hunnenkönig Attila
- Attila, die Geißel Gottes (1954), Biographie über den Hunnenkönig Attila
- Theodora – Kaiserin von Byzanz (1954), Biografie Theodora I.
- Alboin, König der Langobarden (1961), Film über Alboins Auseinandersetzungen mit den Gepiden
- Konstantin der Große (1961)
- Kampf um Rom (1968), Film über den Kampf der Ostgoten um Italien
- Attila – Der Hunne (2001), Miniserie unter der Regie von Dick Lowry, Biographie Attilas, beschreibt die politischen Zustände im römischen Reich zu dieser Zeit und die Beziehung zwischen Attila (Gerard Butler) und Flavius Aëtius (Powers Boothe).
- King Arthur (2004), fiktive historische Interpretation der Artussage. Der Film verbindet mehrere Entstehungstheorien der Artussage miteinander. Artus und die Ritter der Tafelrunde sind der römische Offizier Artorius und seine sarmatische Reiterabteilung, die nach dem Abzug der römischen Truppen in England verbleiben. Dort organisieren sie zusammen mit ihren ehemaligen Feinden, den Pikten, am Hadrianswall die Verteidigung gegen eine sächsische Invasionsarmee.
- Die letzte Legion (2007), Film mit Colin Firth und Ben Kingsley nach dem Roman von Valerio Massimo Manfredi, der Film beginnt im Jahr 476 mit Ende des weströmischen Reiches und entwickelt dann einen fiktiven historischen Hintergrund des Schwerts Excalibur aus der Artussage
- Agora – Die Säulen des Himmels (2009), Film über die Mathematikerin Hypatia (um 355–415) in Alexandria

### Ostasien
- Little Buddha (1993), über Buddha; während die erste Filmhälfte die Geschichte einer Reinkarnation eines buddhistischen Priesters in der Gegenwart behandelt, erzählt die zweite Hälfte die Geschichte des Religionsstifters Gautama Siddharta.
- Der Kaiser und sein Attentäter (1998), Film von Chen Kaige über Qin Shihuangdi
- Hero (2002), Film von Zhang Yimou über Qin Shihuangdi und die Gründung des chinesischen Kaiserreiches (um 220 v. Chr.)
- Gautama Buddha (2007), indischer Spielfilm (Telugu) über das Leben von Gautama Siddharta und seine Zeit
- Red Cliff (2008), Film über die Schlacht von Chibi (208 n. Chr.), die eine der bekanntesten Schlachten der chinesischen Geschichte ist und den Beginn der Zeit der Drei Reiche markiert.
- Konfuzius (2010), Chow Yun-Fat als Konfuzius (ca. 551–479 v. Chr.)
- White Vengeance (2011), Film über den Machtkampf zwischen Liu Bang und Xiang Yu nach dem Zusammenbruch der Qin-Dynastie (206 v. Chr.)

## Mittelalter
- Joan the Woman (1917), britischer Durchhaltefilm über einen Soldaten, der in Lebensgefahr Jeanne d’Arc sieht und Zeuge ihres Schicksals wird
- Alexander Newski (1938), Sergei Eisensteins Propaganda-Film über den Nowgoroder Kampf gegen den Deutschen Orden
- Heinrich V. (1944), Film mit Laurence Olivier nach dem Stück von William Shakespeare
- Ivanhoe – Der schwarze Ritter (1952), Verfilmung von Walter Scotts Roman Ivanhoe
- Der eiserne Ritter von Falworth (1954), klassischer Ritterfilm spielend in England zur Zeit Heinrichs IV.
- Die heilige Johanna (1957), über Karl VII., der sich 1456 an Jeanne d’Arc erinnert, nach einem Stück von George Bernard Shaw
- Die Kreuzritter (1960), Verfilmung von Aleksander Ford, nach dem gleichnamigen Roman von Henryk Sienkiewicz. Im Mittelpunkt stehen die Ereignisse rund um die Schlacht bei Tannenberg (polnisch: Grunwald) vom 15. Juli 1410.
- Becket (1963), Film über Thomas Becket (1118–1170)
- Die Normannen kommen (1965), Film über eine Gruppe von Normannen im Kampf gegen die Friesen
- Der Löwe im Winter (1968), Verfilmung des Theaterstücks von James Goldmann über Eleonore von Aquitanien
- Bruder Sonne, Schwester Mond (1972), Film über den jungen Franz von Assisi (1181–1226)
- Papst Johanna (1972), Film über die Legende der Päpstin Johanna
- Robin und Marian (1976), Film mit Sean Connery und Audrey Hepburn über den gealterten Robin Hood
- Dirk van Haveskerke – Kampf um Flandern (1978), belgische Serie vorm Hintergrund des Freiheitskampfes Flanderns im 14. Jahrhundert
- Die Leute vom Domplatz (1979), SWF-Serie über eine Stadt des 13. Jahrhunderts vor dem Hintergrund eines Dombaus
- John Wycliffe (1984), Film von Tony Tew über den englischen Geistlichen John Wyclif, 14. Jahrhundert
- Der Name der Rose (1986), Verfilmung des Romans von Umberto Eco über eine Mordserie in einem norditalienischen Kloster
- Robin Hood – König der Diebe (1991), Abenteuerfilm mit Kevin Costner
- Braveheart (1995), Film von und mit Mel Gibson über den schottischen Freiheitskämpfer William Wallace
- Johanna von Orleans (1999)
- Jeanne d’Arc – Die Frau des Jahrtausends (1999)
- Die Borgias (2006), Film über die Adelsfamilie Borgia, insbesondere Lucrezia Borgia (1480–1519), gespielt von María Valverde
- Die Päpstin (2009), Film über Päpstin Johanna, die angeblich im 9. Jahrhundert den Heiligen Stuhl besetzt haben soll.
- Die Säulen der Erde (2010), deutsch-kanadischer Fernsehfilm nach Ken Folletts gleichnamigem Roman rund um den Bau einer Kathedrale.
- Barbarossa (2009), über Friedrich I. (Barbarossa, 1122–1190) in Oberitalien und seinen Konflikt mit Stadt Mailand und dem Lombardenbund.
- Robin Hood (2010), Film von Ridley Scott mit der Vorgeschichte zum eigentlichen Robin-Hood-Thema
- Ironclad – Bis zum letzten Krieger (2011), über die Belagerung von Rochester Castle durch Johann Ohneland (Paul Giamatti) im Jahr 1215
- Borgia (2011–2014), deutsch-französisch-österreichische Fernsehserie über die spanische Adelsfamilie Borgia
- Die Borgias (2011), US-amerikanische Fernsehserie (Regie: Neil Jordan) über die italienische Adelsfamilie Borgia mit Jeremy Irons als Rodrigo Borgia/Papst Alexander VI.
- The White Queen (2013), britische Fernsehserie über den Kampf um den Thron der verfeindeten Häuser Lancaster und York (Rosenkriege) im ausgehenden englischen Mittelalter
- Der Medicus (2013), deutscher Film von Philipp Stölzl nach dem gleichnamigen Roman von Noah Gordon über einen jungen Waisen und einen fahrendem Heilkundigen im 11. Jahrhundert
- Die Medici – Herrscher von Florenz (2016), Fernsehserie über die Adelsfamilie Medici in Italien im 15. Jahrhundert.
- Maximilian – Das Spiel von Macht und Liebe (2017), österreichisch-deutscher Fernsehfilm (Regie: Andreas Prochaska) über Maximilian I. (HRR) und Maria von Burgund
- Knightfall (2017–2019), Fernsehserie über den Fall der Templer in Frankreich zu Beginn des 14. Jahrhunderts und deren Konflikt mit Philipp dem Schönen (1268–1314)
- The White Princess (2017), über Elizabeth of York (1466–1503) und das Ende der Rosenkriege
- Outlaw King (2018), historischer Film der den schottischen Aufstand unter Robert the Bruce gegen die englische Herrschaft des Königs Edward I. (genannt „Hammer of the Scots“)
- Robert the Bruce – König von Schottland (2019), US-amerikanischer Historienfilm von Richard Gray mit Angus Macfadyen in der Titelrolle des schottischen Unabhängigkeitskämpfers und späteren Königs Robert I. (1274–1329)
- The Spanish Princess (2019), über Katharina von Aragon (1485–1536)
- Königin des Nordens (2021), über die skandinavische Regentin Margarethe I. (1353–1412) und die Gründung der Kalmarer Union
- The Last Duel (2021), auf dem gleichnamigen Buch von Eric Jager basierender Historienfilm von Ridley Scott über das letzte gesetzlich untermauerte Duell im Rahmen eines Gottesurteils in der Geschichte Frankreichs (1386)
- Medieval (2022), über Jan Žižka (1360–1424) einen der wichtigsten Heerführer der Hussiten

### Früher Islam und Kreuzzüge
- Kreuzritter – Richard Löwenherz (1935), Film von Cecil B. DeMille
- Sturm über Persien (1957), Biographie über Omar Chajjam
- El Cid (1961), Film über El Cid um 1080 während der Reconquista
- Die Pforten des Paradieses (1968), Film über den Kinderkreuzzug
- Mohammed – Der Gesandte Gottes (1976)
- Die Löwen der Alhambra (1990), Miniserie über den Untergang des Emirats von Granada mit Horst Buchholz als Abu l-Hasan Ali
- Mit Schwert und Leidenschaft (1991), zweiteilige französische Fernsehserie, die zur Zeit des Dritten Kreuzzugs im Heiligen Land spielt
- Die Kreuzritter – The Crusaders (2001), zweiteilige Miniserie über die Kreuzzüge unter Papst Urban II.
- Königreich der Himmel (2005), Film von Ridley Scott über einen Franzosen, der im Jerusalem der Jahre 1184–1187 (vor der Einnahme durch Saladin) sozial aufsteigt
- Arn – Der Kreuzritter (2007), Film über einen schwedischen Kreuzritter
- El Cid (2020), Fernsehserie über El Cid um 1080 während der Reconquista

### Wikinger
- Prinz Eisenherz (1954), Film über einen fiktiven Wikinger-Prinz am Hofe Camelots
- Die Wikinger (1958), Film über eine Gruppe von Wikingern die in Konflikt mit den Angelsachsen liegen
- Raubzug der Wikinger (1963), Film über dänische Wikinger, die eine Goldene Glocke suchen und dadurch in einen Konflikt mit den südspanischen Mauren geraten (enthält viele Anachronismen)
- Die Normannen kommen (1965), Film über eine Gruppe von Normannen im Kampf gegen die Friesen
- Alfred der Große – Bezwinger der Wikinger (1968), über den jungen Alfred den Großen von England (etwa 849 bis 899)
- Vikings (2013–2020), kanadisch-irische Fernsehserie über den Wikinger Ragnar Lodbrok und seine Erlebnisse
- Northmen – A Viking Saga (2014), über eine Gruppe von Wikingern in Schottland
- The Last Kingdom (2015), BBC-Fernsehserie basierend auf dem Roman Das letzte Königreich über England im 9. Jahrhundert und den Konflikt zwischen Angelsachsen und Dänen (Wikingern)
- siehe auch Liste von Wikinger-Filmen und -Serien

### Asien
- Siebenfache Rache (1961), Film über den Konflikt zwischen Kirgisen und Tscherkassen
- Im Reich des Kublai Khan (1964), Film über Marco Polo am Hof des Kublai Khan
- Dschingis Khan (1965), Film mit Omar Sharif als Dschingis Khan
- Marco Polo im Reiche des Kublai Khan (1975), Eastern über das Wirken Marco Polos am Hofe Kublai Khans
- Marco Polo (1982), vierteilige prämierte Fernsehserie über Marco Polo (ca. 1254–1324)
- Adi Shankaracharya (1983), indischer Spielfilm (Sanskrit) über das Leben des Hindu-Philosophen Adi Shankara und seine Zeit
- Marco Polo, TV-Film über Marco Polo
- Der Mongole (2007), aufwendig inszenierter Spielfilm über Dschingis Khans Jugend und seinen Aufstieg zum Herrscher über alle Mongolen.
- Marco Polo (2014), Fernsehserie über Marco Polo am Hofe Kublai Khans
- My Country: The New Age (2019), Fernsehserie vor dem Hintergrund des Übergangs von der Goryeo-Dynastie zur Joseon-Dynastie im Korea des 14. Jahrhunderts. Sie behandelt die Machtkämpfe in der Familie des Königs Taejo um dessen Nachfolge, insbesondere den Konflikt mit seinem Sohn Taejong.

### Amerika vor Kolumbus
- Könige der Sonne (1963), Film über einen Maya-Stamm in Nordamerika
- Atanarjuat – Die Legende vom schnellen Läufer (2001), kanadischer Film, der bei den Inuit spielt
- Apocalypto (2006), Film von Mel Gibson über kriegerische Auseinandersetzungen im Reich der Maya um 1500, kurz vor Ankunft der Europäer

## Frühe Neuzeit (1500 bis 1789)
Siehe auch: Liste von verfilmten Werken William Shakespeares
- Die Ermordung des Herzogs von Guise (1908), französischer Film über den Mord an Heinrich von Guise 1588
- Feuer über England (1936), britischer Film über England zur Zeit der spanischen Armada 1588
- Iwan der Schreckliche I (1944), Sergei Eisensteins Film über die Jugend des Zaren Iwan IV. (fortgesetzt von Iwan der Schreckliche II 1958)
- Diane – Kurtisane von Frankreich (1956), Film über Diana von Poitiers, die Mätresse Heinrichs II. von Frankreich
- Taras Bulba (1962), Verfilmung von Nikolai Wassiljewitsch Gogols gleichnamigen Roman über den Konflikt zwischen Polen und Kosaken in der Mitte des 17. Jahrhunderts
- Michelangelo – Inferno und Ekstase (1965), Film über Michelangelo Buonarroti in Rom
- Königin für tausend Tage (1969), Film über Anne Boleyn, eine Ehefrau des englischen Königs Heinrich VIII.
- Hector, der Ritter ohne Furcht und Tadel (1976), Film mit Bud Spencer über das Duell von Barletta zu Beginn des 16. Jahrhunderts
- Die Wiederkehr des Martin Guerre (1982), Film mit Gérard Depardieu, dem ein Kriminalfall aus dem 16. Jahrhundert zugrunde liegt
- Flesh and Blood (1985), Film von Paul Verhoeven über Söldner zu Beginn des 16. Jahrhunderts
- Nostradamus (1994), Biographie über Nostradamus
- Shakespeare in Love (1998), eine fiktive Geschichte über William Shakespeare (1564–1616) und die Entstehung von Romeo und Julia, in die zahlreiche historische Figuren, Ereignisse und Orte eingebettet sind.
- Il mestiere delle armi (2001), über die letzte Woche des Söldnerführers Giovanni dalle Bande Nere (1498–1526)
- The Favourite – Intrigen und Irrsinn (2018), über die Königin Anne Stuart und Intrigen am britischen Königshof zu Beginn des 18. Jahrhunderts
- All Is True (2018), eine weitgehend fiktive Geschichte über die letzten Lebensjahre William Shakespeares (1564–1616), gespielt von Kenneth Branagh
- Benedetta (2021)

### Amerika, Afrika, Ozeanien und Entdeckungsreisen
- Columbus (1949), Biografie
- Der Untergang des Sonnenreiches (1969), Film über die Eroberung des Inkareiches und die Ermordung des Inkakönigs Atahualpa. Sprachlich bedenklich und überspitzte Darstellung Atahualpas.
- Christopher Columbus (1985), italienisch-amerikanisch-deutscher Fernsehzweiteiler
- Wind und Sterne (1987), vierteilige Fernsehserie über James Cook (1728–1779)
- Black Robe – Am Fluß der Irokesen (1991), über eine Jesuiten-Mission in Neufrankreich um 1634
- 1492 – Die Eroberung des Paradieses (1992), Film über Kolumbus' Fahrt nach Amerika
- Christopher Columbus – Der Entdecker (1992), Film unter der Regie von John Glen über die Bemühungen von Kolumbus vor seiner Amerikafahrt
- Rapa Nui – Rebellion im Paradies (1994), von Kevin Costner produzierte Geschichte über einen sozialen und Umweltkonflikt auf der Osterinsel im frühen 18. Jahrhundert vor Ankunft der Europäer
- Robinson Crusoe (1997), freie Romanverfilmung mit Pierce Brosnan über den Gestrandeten im frühen 18. Jahrhundert
- The other conquest / La otra conquista (1999), über die spanische Eroberung Mexikos aus Sicht der Azteken
- Söhne des Windes (2000), Abenteuerfilm mit Bud Spencer als Gefährte von Hernán Cortés
- Robinson Crusoe (2003), freie Romanverfilmung mit Pierre Richard und Nicolas Cazalé über den Gestrandeten, die in der Mitte des 18. Jahrhunderts angesiedelt ist.
- The New World (2005), Film über die Gründung von Jamestown
- Nova Zembla (2011), Film über eine niederländische See-Expedition von Jacob van Heemskerk und Willem Barentsz im Jahre 1596 zur Auffindung der Nordostpassage und deren erzwungene Überwinterung auf der Insel Nova Zembla
- Dido Elizabeth Belle (2013), über Dido Elizabeth Belle (1761–1804), eine schwarze Gentlewoman, die im georgianischen England aufwuchs und lebte.
- Black Sails (2014–2017), Fernsehserie über Piraten in der Karibik um 1715, die historische Piraten und Ereignisse in ihre (fiktive) Handlung integriert.
- Jamestown (2017–2019), Fernsehserie über die frühen Jahre Jamestowns (ca. 1619–1622) mit George Yeardley als Gouverneur, behandelt die Ankunft der ersten Frauen, der ersten Sklaven und das Jamestown-Massaker

### Reformation und Glaubenskriege
Siehe auch: Lutherfilm
- Günstling einer Königin (1939), Film über Elisabeth I.
- Ein Mann zu jeder Jahreszeit (1966), Film über Thomas Morus
- Michael Kohlhaas – der Rebell (1969), Literaturverfilmung nach Heinrich von Kleist von Volker Schlöndorff über den Pferdehändler Hans Kohlhase (16. Jahrhundert)
- Maria Stuart, Königin von Schottland (1971), Biographie von Maria Stuart
- Richelieu (1977), 6-teilige Fernsehserie über Armand-Jean du Plessis, duc de Richelieu (1585–1642), Kardinal und Erster Minister unter König Ludwig XIII. von Frankreich
- Der Tod des weißen Pferdes (1985), Deutscher Bauernkrieg 1524 in Franken
- Lady Jane – Königin für neun Tage (1986), Film über das Leben der Jane Grey
- Ich, Thomas Müntzer, Sichel Gottes (1989), DDR-Film über Thomas Müntzer
- Die Bartholomäusnacht (1994), Film über die Ermordung von Hugenotten in der Bartholomäusnacht (1572) nach dem Roman von Alexandre Dumas
- Elizabeth (1998), Film über die junge Elisabeth I.
- Juana la Loca (2001), über Johanna die Wahnsinnige (1479–1555) verkörpert von Pilar López de Ayala
- Shadow of the Sword – Der Henker (2005), Film über die Inquisition und ihre Vollstrecker
- Alatriste (2006), spanischer Monumentalfilm über den Krieg zwischen Spanien und den Niederlanden
- Elizabeth – Das goldene Königreich (2007), Film über die englische Königin Elisabeth I. während des Konflikts mit Spanien
- Die Tudors (2007–2010), Fernsehserie über Heinrich VIII.
- Die Schwester der Königin (2008), Film über die beiden Boleyn Schwestern Mary (Scarlett Johansson) und Anna (Natalie Portman) und ihre Beziehung zu Heinrich VIII. (Eric Bana)
- Henri 4 (2010), Biographie Heinrichs IV. von Frankreich
- Die Prinzessin von Montpensier (2010), die Geschichte einer Herzogin während der Hugenotten-Kriege
- Michael Kohlhaas, Verfilmung der Literaturvorlage von Heinrich Kleist, die wiederum von der historischen Figur des Hans Kohlhase inspiriert wurde.
- Reign (2013–2017), Serie über das Leben der jungen Maria Stuart
- Wölfe (2015), britische Miniserie über Politik und Intrigen am Hofe Heinrichs VIII., basierend auf den Büchern von Hilary Mantel
- Gunpowder (2017), BBC-Miniserie über den Gunpowder Plot (1605)
- Maria Stuart, Königin von Schottland (2018), Biographie von Maria Stuart
- Die Pest (2018–2019), Fernsehserie über einen Mann, der im Sevilla des späten 15. und frühen 16. Jahrhunderts inmitten der Herrschaft der Inquisition und später Garduña versucht, Verbrechen aufzuklären
- Becoming Elizabeth (2022), Fernsehserie über Elisabeth I.
- The Serpent Queen (2022-), Serie über Katharina von Medici

### Dreißigjähriger Krieg
- Königin Christine (1933), Film über Christina von Schweden verkörpert von Greta Garbo
- Christina – Zwischen Thron und Liebe (1974), Film über Christina von Schweden verkörpert von Liv Ullmann
- Des Christoffel von Grimmelshausen abenteuerlicher Simplicissimus (1975), vierteiliger ZDF-Fernsehfilm
- Richelieu (1977), französisch-deutsche-Fernsehserie nach der Biografie von Philippe Erlanger über den Staatsmann Armand-Jean du Plessis, duc de Richelieu
- Wallenstein (1978), ZDF-Fernsehfilm nach der Biografie von Golo Mann über den Feldherrn Albrecht von Wallenstein
- Das vergessene Tal (1971), Film über ein vom Krieg bislang verschontes Dorf im Jahre 1641
- The Girl King (2015), Film über Christina von Schweden

### Absolutismus und Aufklärung 1650–1789
- Der alte und der junge König (1935), NS-Film (jedoch kein Vorbehaltsfilm) über den Konflikt zwischen dem preußischen Kronprinzen Friedrich und seinem Vater, der 1730 zur Hinrichtung von Hans Hermann von Katte führt
- Marie-Antoinette (1938), Film mit Norma Shearer und Tyrone Power
- Der große König (1940/42), NS-Propagandafilm über Friedrich den Großen
- Beau Brummell (1954), Film mit Stewart Granger als der Lebemann George Bryan Brummell (1778–1840)
- Am grünen Strand der Spree; Teil 3: Preußisches Märchen (1960) von Regisseur Fritz Umgelter. Der Film schildert wie ein chilenischer Freiherr (Peter Pasetti) auf seiner Europareise während des Siebenjährigen Krieges mitten in die Schlacht bei Kunersdorf gerät.
- Cromwell – Krieg dem König (1970), Historiendrama mit starkem Fokus auf die Gegner Oliver Cromwell und Karl. I im Englischen Bürgerkrieg, gespielt von Richard Harris und Alec Guinness
- Barry Lyndon (1975), Film von Stanley Kubrick über einen irischen Abenteurer, der nach sozialem Aufstieg strebt
- Sachsens Glanz und Preußens Gloria (1985/1987), DDR-Fernseh-Mehrteiler über Sachsen und Preußen in den Jahren 1697–1763
- King George – Ein Königreich für mehr Verstand (1994), über den britischen König Georg III.
- Rob Roy (1995), Film über den schottischen „Robin Hood“ und Volkshelden Robert Roy MacGregor im Schottland des 18. Jahrhunderts
- Restoration – Zeit der Sinnlichkeit (1995) Film über einen Arzt zur Zeit Karls II. von England
- Ridicule – Von der Lächerlichkeit des Scheins (1996) Film über das dekadente Leben am spätabsolutistischen Hof des französischen Königs Ludwig XVI.
- Marquise – Gefährliche Intrige (1997), Film über die Schauspielertruppe Molières am Hofe Ludwigs XIV.
- Vatel (2000), über den Koch François Vatel, der 1671 Ludwig XIV. am Schloss Chantilly empfängt
- Der König tanzt (2000), über den Komponisten Jean-Baptiste Lully am Hof von Ludwig XIV., seine Beziehung zum Sonnenkönig sowie seine Zusammenarbeit mit Molière.
- Liebeslust und Freiheit (2000), erotisch angehauchte Komödie über den Enzyklopädisten Denis Diderot, Mitte des 18. Jahrhunderts
- Das Halsband der Königin (2001), Film über die sogenannte Halsbandaffäre
- To Kill a King (2003), über den Englischen Bürgerkrieg und die Beziehung zwischen Oliver Cromwell und Thomas Fairfax
- Marie Antoinette (2006), Film von Sofia Coppola mit Kirsten Dunst als französische Königin Marie-Antoinette (1755–1793)
- Die Königin und der Leibarzt (2012), Literaturverfilmung eines Romans von Bodil Steensen-Leth und ist im Dänemark des späten 18. Jahrhunderts angesiedelt. Es stellt den Aufstieg und Fall des Arztes Johann Friedrich Struensee am dänischen Königshof dar.
- Die Gärtnerin von Versailles (2014), über eine unkonventionelle Gärtnerin (Kate Winslet), die 1682 an den Gärten des neuen Schlosses in Versailles mitarbeitet.
- The Great Fire (2014), Miniserie über den Großen Brand von London (1666)
- Versailles (2015), Serie über das Leben des „Sonnenkönigs“ Ludwig XIV. und seines Hofstaates in Versailles.
- The Favourite – Intrigen und Irrsinn (2018), über Königin Anne und ihre Vertraute Sarah Churchill am englischen Königshof zu Beginn des 18. Jahrhunderts

### Osteuropa, Russland und Osmanisches Reich
- Peter der Große (1986), US-amerikanischer Fernsehmehrteiler über Peter den Großen (1672–1725) mit Maximilian Schell, Omar Sharif, Laurence Olivier und Vanessa Redgrave
- Katharina die Große (1995), Fernsehmehrteiler über Katharina die Große (1729–1796) verkörpert von Catherine Zeta-Jones
- 1612 – Der blutige Kampf um das Vaterland … (2007), russischer Film über den Krieg zwischen Polen-Litauen und Russland
- Pakt der Bestien – The Sovereign’s Servant (2007), Film über den Großen Nordischen Krieg und die Schlacht von Poltawa (1709)
- Bathory (2008), mit Anna Friel als Elisabeth Báthory
- Die Gräfin (2009), über die als Serienmörderin verurteilte Elisabeth Báthory (1560–1614), verkörpert von Julie Delpy, die auch Regie führte
- Die Belagerung (2012), über die Belagerung Wiens 1683 und die Schlacht am Kahlenberg
- Catherine the Great (2019), Fernsehvierteiler über Katharina die Große (1729–1796) verkörpert von Helen Mirren

### Asien und Pazifik
- Harakiri (1962), Film über das Japan Anfang des 17. Jahrhunderts
- Meuterei auf der Bounty (1962), Film mit Marlon Brando nach dem Roman von Charles Bernard Nordhoff und James N. Hall
- Tokugawa – Gequälte Frauen (1968), Film über Folter während der namensgebenden Tokugawa-Dynastie
- Yakuza’s Law (1969), eine Episode spielt in der Edo-Zeit
- Kagemusha – Der Schatten des Kriegers (1980), mit der goldenen Palme prämierter Film Akira Kurosawas über den Krieg zwischen dem Tokugawa-Clan und den Takeda-Clan im Japan des 16. Jahrhunderts
- Shogun (1980), Fernsehserie über einen englischen Seemann in Japan zur Zeit des Tokugawa-Shogunats
- Gonza, der Lanzenkämpfer (1986), Film über das Japan des 18. Jahrhunderts
- Wing Chun (1994), über die Gründungslegende des Kampfstils Wing Chun mit Michelle Yeoh als Yim Wing Chun, spielt während der Mandschu-Dynastie (1644–1911)
- 47 Rōnin (1994), Film über die Geschichte der 47 Rōnin, einer Samurai-Auseinandersetzung am Beginn des 18. Jahrhunderts in Japan
- Bang Rajan – Kampf der Verlorenen (2000), thailändischer Film über ein siamesisches Reich im 18. Jahrhundert
- The Incredible Journey of Mary Bryant (2005), über die Strafgefangene Mary Briant (1765 – nach 1794) die mit der First Fleet nach Australien segelte und zu den ersten Gefangenen der neu gegründeten britischen Strafkolonie in Sydney gehörte.
- Nomad – The Warrior (2005), französisch-kasachischer Film über die kasachische Steppe im frühen 18. Jahrhundert
- Der Admiral – Roaring Currents (2014), Film über die Seeschlacht von Myongnyang (1597) während der japanischen Invasion Koreas (Imjin-Krieg)
- Silence (2016), Film über die Christenverfolgung im Zuge des Shimabara-Aufstands im Japan des 17. Jahrhunderts
- Shōgun (2024), Fernsehserie über einen englischen Seemann in Japan zur Zeit des Tokugawa-Shogunats

### Nordamerika 1630–1776
- Der Letzte der Mohikaner (1936), Film über den Kampf um Fort William Henry während des Franzosen- und Indianerkriegs im Jahre 1757, nach dem gleichnamigen Roman von James Fenimore Cooper
- Nordwest-Passage (1939), Abenteuerfilm über eine britische Strafexpedition gegen Indianer im Franzosen- und Indianerkrieg 1754–1764
- Die Hexen von Salem (1957, BRD-Titel: Hexenjagd), Film über einen Hexenprozess in der britischen Kolonie Massachusetts am Ende des 17. Jahrhunderts, nach Arthur Miller
- Black Robe – Am Fluß der Irokesen (1991), Film über das Aufeinandertreffen französischer Missionare mit der indianischen Kultur im künftigen Quebec in den 1630er Jahren sowie die Konflikte der Indianerstämme untereinander
- Der letzte Mohikaner (1992), Film über den Kampf um Fort William Henry während des Franzosen- und Indianerkriegs im Jahre 1757, nach dem gleichnamigen Roman von James Fenimore Cooper
- Hexenjagd (1996), Film über eine Hexenverfolgung in Salem 1692, nach einem Stück von Arthur Miller

### Kulturgeschichte
- Casanova (1927), Film über Giacomo Casanova (1725–1798), dargestellt von Iwan Iljitsch Mosschuchin
- Adrian der Tulpendieb (1966), ARD-Fernsehserie mit Heinz Reincke, die in den Niederlanden 1637 spielt
- Goya (1971), Verfilmung des Romans von Lion Feuchtwanger über den spanischen Maler Francisco de Goya (1746–1828)
- Die Farbe des Granatapfels (1969), Film über das Leben des armenischen Musikers Sayat Nova (1712–1795)
- Molière (1978), Biografie von Ariane Mnouchkine über den französischen Schauspieler, Theaterdirektor und Dramatiker Molière (1622–1673)
- Amadeus (1984), Miloš Formans Film über die angebliche Mordintrige von Antonio Salieri gegen Wolfgang Amadeus Mozart
- Cyrano von Bergerac (1990), Film mit Gérard Depardieu über den Schriftsteller Cyrano de Bergerac (1619–1655)
- Die siebente Saite (1991), Film mit Jean-Pierre Marielle und Gérard Depardieu über den französischen Gambisten und Komponisten Sainte-Colombe (um 1640–1690/1700)
- Ludwig van B. – Meine unsterbliche Geliebte (1994), Biographie Ludwig van Beethoven (1770–1827) gespielt von Gary Oldman
- Casanova (2005), Film über Giacomo Casanova (1725–1798), dargestellt von Heath Ledger
- Casanova (2005), Miniserie über Giacomo Casanova (1725–1798), dargestellt von Peter O’Toole (im Alter) und David Tennant (in der Lebensmitte)
- Klang der Stille (2006), über Ludwig van Beethoven und eine fiktive Assistentin im Jahre 1824
- Tulpenfieber (2017), eine Geschichte vor dem Hintergrund der Tulpenmanie (ca. 1637) während des Goldenen Zeitalters der Niederlande
- Louis van Beethoven (2020), Biografiefilm über drei Lebensabschnitte Ludwig van Beethovens zu dessen 250. Geburtstag, Titelrollen verkörpert durch Colin Pütz (Kindheit), Anselm Bresgott (Jüngling) und Tobias Moretti (Alter)

## Langes 19. Jahrhundert

### Französische Revolution und Napoleon
- Zwei Waisen im Sturm (1921), amerikanischer Film über zwei Bauernkinder im Paris der Revolution
- Napoleon (1927), französischer Film von Abel Gance über Napoleon Bonaparte von der Kadettenschule bis zum Italienfeldzug
- Danton (1931), deutscher Film über den Revolutionär Georges Danton (1759–1794)
- Schwarzer Jäger Johanna (1934), deutscher Film mit Marianne Hoppe, der in Braunschweig 1809 spielt und den Untergrundkrieg gegen Napoleon thematisiert
- Flucht aus Paris (1935), amerikanischer Film nach einem Roman von Charles Dickens
- Kolberg (1943/45), sogenannter Durchhaltefilm von Veit Harlan, mit Heinrich George als Bürgermeister des von napoleonischen Truppen angegriffenen Kolberg 1806
- Des Königs Admiral (1951), Film über einen fiktiven britischen Fregattenkapitän Horatio Hornblower 1807 während des britisch-französischen Seekriegs
- Krieg und Frieden (1956), US-amerikanische Verfilmung von Leo Tolstois Roman Krieg und Frieden
- Eine Handvoll Helden (1967), deutsch-italienischer Kriegsfilm mit Horst Frank über einen preußischen Offizier nach der Niederlage bei Jena 1806
- Krieg und Frieden (1966–1967), sowjetischer Film nach dem Roman von Leo Tolstoi
- Waterloo (1970), italienisch-sowjetischer Film
- Die Duellisten (1977), Film von Ridley Scott nach einem Roman von Joseph Conrad, über zwei Husarenoffiziere der napoleonischen Armee
- Der Prinzregent (1979), 8-teilige Fernsehserie der BBC über den Prince of Wales und späteren König George IV.
- Flucht nach Varennes (1982), französisch-italienischer Film über die Flucht Ludwigs 1791
- Danton (1983), französischer Film
- Die Französische Revolution (1989), ein zweiteiliger monumentaler Spielfilm
- Die Scharfschützen (1993–1997, 2006, 2008), britische Fernsehserie über den fiktiven Soldaten Richard Sharpe vor dem Hintergrund der Napoleonischen Kriege
- Jefferson in Paris (1994), amerikanischer Film mit Nick Nolte als Thomas Jefferson in seiner Zeit als amerikanischer Botschafter in Paris
- Horatio Hornblower (1998–2003), Spielfilmserie über die Karriere des (fiktiven) Horatio Hornblower nach den Romanvorlagen von C. S. Forester, beschreibt die Royal Navy zur Zeit der napoleonischen Kriege
- Die Lady und der Herzog (2001), französischer Film von Éric Rohmer über die Beziehung einer englischen Lady und eines französischen Herzogs vor dem Hintergrund des Ancien Régime und der Revolution
- Andreas Hofer – Die Freiheit des Adlers (2002), Fernsehfilm über den Aufstand des Andreas Hofer in Tirol
- Napoleon (2002), vierteiliger Fernsehspielfilm über Napoleon (Christian Clavier) mit Isabella Rossellini als Joséphine de Beauharnais, Gérard Depardieu als Joseph Fouché und John Malkovich als Charles Talleyrand.
- Master & Commander – Bis ans Ende der Welt (2003), britisch-französischer Seekrieg zur Zeit Napoleons, Verfilmung einer Romanvorlage von Patrick O’Brian
- Goyas Geister (2006), über die Inquisition und Revolution in Spanien 1792 bis 1809
- Krieg und Frieden (2007), Fernsehserie nach dem Roman Leo Tolstois
- Die Herzogin (2008), über Georgiana Cavendish, Duchess of Devonshire (1757–1806) verkörpert von Keira Knightley
- Napoleon (2023), über Napoleon Bonaparte (1769–1821) dargestellt von Joaquin Phoenix

### Südamerika 1800–1850
- Simón Bolívar (1942), mexikanischer Film über Simón Bolívar von Miguel Contreras Torres, mit Julián Soler als Bolívar
- Simón Bolívar (1969), italienisch-spanisch-venezolanischer Film über Simón Bolívar von Alessandro Blasetti, mit Maximilian Schell als Bolívar
- Libertador (2013), spanisch-venezolanischer Film über Simón Bolívar (1783–1830) von Alberto Arvelo, mit Édgar Ramírez als Bolívar

### Europa 1815–1850
- Nosferatu – Eine Symphonie des Grauens (1922), Horrorfilm, der unter anderem im norddeutschen Wismar des Jahres 1838 angesiedelt ist
- Gösta Berling (1924), fragmentarisch erhaltener schwedischer Film mit Greta Garbo nach dem Roman von Selma Lagerlöf
- Stolz und Vorurteil (1940), amerikanische Verfilmung des Romans von Jane Austen mit Greer Garson und Laurence Olivier
- Hölle, wo ist dein Sieg? (1940), Film mit Bette Davis über eine Mädchenlehrerin in den 1840–ern in Frankreich
- Kinder des Olymp (1943/45), französischer Film über das Pariser Theatermilieu um 1835
- Die Waise von Lowood (1943), amerikanischer Film mit Orson Welles nach dem Roman Jane Eyre, spielt in den 1830–ern in England
- Oliver Twist (1948), Film mit Alec Guinness nach dem Roman von Charles Dickens
- Der Schinderhannes (1958), Film nach dem Theaterstück von Carl Zuckmayer über den Räuberhauptmann Johannes Bückler
- Addio, piccola mia (1979), DEFA-Film über das Leben und Tod des Mediziners, Schriftstellers und Revolutionärs Georg Büchner
- Lenz oder Freiheit (1986), ARD-Vierteiler über einen Augenzeugen der badischen Revolution (1848/49) nach der Romanvorlage von Stefan Heym
- Die Auferstehung des Colonel Chabert (1994), Literaturverfilmung nach Honoré de Balzac mit Gérard Depardieu über einen ehemaligen Obersten Napoleons, der in Paris seinen Besitz wiedererringen will
- Victoria & Albert (2001), TV-Zweiteiler über die britische Königin Victoria (1819–1901) und ihren deutschen Gemahl Albert von Sachsen-Coburg und Gotha (1819–1861)
- Vanity Fair (2004), Verfilmung des Romans von William Makepeace Thackeray über den Aufstieg einer Frau im London des Jahres 1848
- Oliver Twist (2005), Roman Polańskis Verfilmung des Romans von Charles Dickens
- Amazing Grace (2006), über William Wilberforce (1759–1833) und die Abschaffung des Sklavenhandels
- Young Victoria (2009), Film mit Emily Blunt über die junge englische Königin Victoria in den 1830er Jahren
- Die geheimen Tagebücher der Anne Lister (2010), Fernsehfilm über die englische Tagebuchschreiberin Anne Lister (1791–1840)
- Victoria (2016), achtteilige Miniserie über die ersten Regierungsjahre der englischen Königin Victoria verkörpert von Jenna Coleman
- Der junge Karl Marx (2017), teilbiografisches Historiendrama zum Leben von Karl Marx in den 1840er Jahren, der ersten Zeit seiner Zusammenarbeit mit Friedrich Engels und dem Beginn seines politischen Wirkens. Mit August Diehl in der Rolle von Karl Marx und unter der Regie von Raoul Peck.
- Mary Shelley (2017), Film über britische Schriftstellerin Mary Shelley (1797–1851), dargestellt von Elle Fanning
- Peterloo (2018), über das Peterloo-Massaker (1819) in England
- Black 47 (2018), Film, der während der Großen Hungersnot in Irland spielt
- Gentleman Jack (2019), Serie über die englische Landbesitzerin, Bergsteigerin und bekennende Lesbe Anne Lister
- Ammonite (2020), Film über die Fossiliensammlerin Mary Anning (1799–1847)

### Asien 1815–1850
- Der Opiumkrieg (1997), chinesischer Film über die Ereignisse um den 1. Opiumkrieg gegen Großbritannien in den 1830–er und 1840er-Jahren

### Europa 1850–1914
- Bismarck (1940), NS-Propagandafilm
- Die Entlassung (1942), NS-Film über die Entlassung Bismarcks 1890
- Das Lied von Bernadette (1943), amerikanischer Film nach dem Roman von Franz Werfel über die heiliggesprochene Bernadette Soubirous, spielt Mitte des 19. Jahrhunderts in Frankreich
- Olivia (1951), Film über ein französisches Mädchenpensionat gegen Ende des 19. Jahrhunderts
- Das Schwert von Monte Christo (1951), Film über eine fiktive Intrige gegen Napoleon III.
- Der Hauptmann von Köpenick (1956), Film von Helmut Käutner über den angeblichen Hauptmann von Köpenick, der 1906 die Köpenicker Stadtkasse beschlagnahmte, mit Heinz Rühmann
- Sissi (1955), Sissi – Die junge Kaiserin (1956) und Sissi – Schicksalsjahre einer Kaiserin (1957), Spielfilm-Trilogie über Elisabeth von Österreich-Ungarn (1837–1898) gespielt von Romy Schneider
- Viva l'Italia! (1961), ein Film von Roberto Rossellini über Giuseppe Garibaldi (1807–1882)
- Der Leopard (1963), Viscontis Verfilmung des Romans von Giuseppe Tomasi di Lampedusa über den Anschluss Siziliens an das entstehende Königreich Italien im Risorgimento
- Der Angriff der leichten Brigade (1968), Film mit Vanessa Redgrave über die Attacke der Leichten Brigade 1854 im Krimkrieg
- Der große Eisenbahnraub (1979), Film mit Sean Connery über einen Eisenbahnraub 1855. Die Beute ist Gold, mit dem der Krimkrieg finanziert wird.
- Der Elefantenmensch (1980), Schwarzweißfilm von David Lynch über den missgebildeten Joseph Merrick 1881
- Rosa Luxemburg (1986), Filmbiografie der Revolutionärin von Margarethe von Trotta
- Bismarck (1990), ZDF-Zweiteiler mit Uwe Ochsenknecht als Bismarck
- Der Hauptmann von Köpenick (1997), TV-Film über den angeblichen Hauptmann von Köpenick, mit Harald Juhnke
- Das weiße Band – Eine deutsche Kindergeschichte (2009), spielt im Norddeutschland der Jahre 1913/1914
- Sisi (2009), zweiteiliger Fernsehfilm über Elisabeth von Österreich-Ungarn (1837–1898) gespielt von Cristiana Capotondi
- Eine dunkle Begierde (2011), Film handelt über die Affäre zwischen C.G. Jung und seiner Patientin Sabina Spielrein, in der auch Sigmund Freud eine tragende Rolle zukommt.
- Ludwig II. (2012), Film über den Bayernkönig Ludwig II. (1845–1886)
- Suffragette – Taten statt Worte (2015), über die Suffragettenbewegung in England zu Beginn des 20. Jahrhunderts mit Meryl Streep als Emmeline Pankhurst (1858–1928)
- Das Sacher (2016), Fernseh-Zweiteiler über das bekannte Wiener Hotel Sacher zur Zeit der Belle Époque
- Mathilde – Liebe ändert alles, Film über die Liebesaffäre zwischen dem Zarensohn Nikolaus II. und der Ballett-Tänzerin Matilda Felixowna Kschessinskaja
- Victoria & Abdul (2017), über die alternde britische Königin und Kaiserin von Indien Victoria (1819–1901) und ihren jungen indischen Diener Abdul Karim (Munshi) (1863–1909)
- Ottilie von Faber-Castell – Eine mutige Frau (2019), Film über die 16-jährige Enkelin Ottilie, die nach dem Tod von Lothar von Faber zur Firmenerbin wird (1896)
- The Professor and the Madman (2019), über James Murray (1837–1915) und William C. Minor (1834–1920) und ihre Rolle in der Entstehungsgeschichte des Oxford English Dictionary
- Sisi (2021), Fernsehserie über Elisabeth von Österreich-Ungarn (1837–1898) gespielt von Dominique Devenport
- Die Kaiserin (2022), 6-teilige Miniserie über Elisabeth von Österreich-Ungarn (1837–1898) gespielt von Devrim Lingnau
- Sisi & Ich (2023), schwarze Komödie über Elisabeth von Österreich-Ungarn (1837–1898) und ihre ungarische Hofdame Irma Sztáray (1864–1940) gespielt von Susanne Wolff und Sandra Hüller

### Asien 1850–1914
- Anna und der König von Siam (1946), mit Rex Harrison über Anna Leonowens am Königshof in Bangkok
- Der König und ich (1956), nach dem gleichnamigen Musical über Anna Leonowens
- 55 Tage in Peking (1963), amerikanischer Film mit Charlton Heston über die Niederschlagung des Boxeraufstands um 1900
- Yakuza’s Law (1969), eine Episode spielt in der Meiji-Zeit
- Palast der Winde (1984), Wiedergabe indischer Geschichte des 19. Jh. durch die eine erfundene Lebensgeschichte
- Anna und der König (1999), über Anna Leonowens am Hofe des siamesischen Königs
- The Rising – Aufstand der Helden (2005), indischer Film über den Sepoy-Aufstand von 1857 und den Unabhängigkeitskämpfer Mangal Pandey (1831–1857)
- Last Samurai (2003), Film über den Beginn der Meiji-Restauration, eine fiktive Geschichte die von den Ereignissen der Satsuma-Rebellion und der historischen Figur des Jules Brunet inspiriert ist.
- The Sword with no Name (2008), die mit fiktiven Elementen angereicherte Geschichte der koreanischen Kaiserin Myeongseong (1851–1895)
- The Woman Knight of Mirror Lake (2011), Film über die chinesische Revolutionärin und Feministin Qiu Jin (1875–1907) gegen Ende der Qing-Dynastie (1644–1911)

### Ozeanien 1850–1914
- Hawaii (1966), Film über den Niedergang hawaiischer Kultur in der ersten Hälfte des 19. Jahrhunderts
- Gesetzlos – Die Geschichte des Ned Kelly (2003), Film über den australischen Banditen Ned Kelly
- Princess Kaiulani (2009), über die hawaiische Thronfolgerin Victoria Kaʻiulani (1875–1899)
- Die Legende des Ben Hall (2016), Film über den australischen Bushranger Ben Hall (1837–1865)

### Kolonien und Weltreisen
- Rhodes of Africa (1936), über den britischen Politiker Cecil Rhodes (1853–1902)
- Ohm Krüger (1941), antibritischer Propagandafilm über den südafrikanischen Politiker Paul Kruger
- Khartoum (1966), Spielfilm mit Laurence Olivier und Charlton Heston als über den Mahdi-Aufstand im Sudan 1885
- Der Mann, der König sein wollte (1975), Abenteuerfilm nach Rudyard Kiplings Geschichte über zwei britische Glücksritter, die sich in Afghanistan zu Stammesherrschern aufwerfen
- Die Reise von Charles Darwin (1978), Biographie über Charles Darwin mit Schwerpunkt auf seiner Weltreise an Bord der Beagle
- Die letzte Offensive (1979), über die Vorgeschichte des Zulukriegs
- Der Kampf der schwarzen Königin (1986), Literaturverfilmung nach Abdoulaye Mamani über den Widerstand der Sarraounia gegen die französische Mission Voulet-Chanoine in Afrika
- Die vier Federn (2002), Romanverfilmung vor dem Hintergrund des Mahdi-Aufstandes, mit Heath Ledger
- 1898. Los últimos de Filipinas (2016), Film über die 377 Tage anhaltende Belagerung von 50 spanischen Soldaten, die in der philippinischen Stadt Baler eingeschlossen sind
- Im Herzen des Dschungels (2021), Film über den britischen Abenteurer James Brooke (1803–1868)
- Der vermessene Mensch (2023), über die Herero in der deutschen Kolonialzeit.

### Nordamerika 1776–1918
- Moby Dick (1930), Film nach dem Roman von Herman Melville
- Alexander Hamilton (1931), Film über den ersten US-Finanzminister Alexander Hamilton
- Der junge Mr. Lincoln (1939), Film von John Ford
- Abe Lincoln in Illinois (1940), Film von John Cromwell
- Viva Zapata! (1952), über den mexikanischen Revolutionär Emiliano Zapata
- Alamo (1960), Film über die Schlacht von Alamo im texanischen Unabhängigkeitskrieg 1836 mit John Wayne als Davy Crockett
- Roots (1977), die Geschichte einer schwarzen Familie in den USA, beginnend mit der Versklavung des Familienvaters in Westafrika im Jahre 1767, Verfilmung des gleichnamigen Romans von Alex Haley
- Alamo – 13 Tage bis zum Sieg (1987), Film über die Schlacht von Alamo im texanischen Unabhängigkeitskrieg 1836
- Washington Square (1997), Film von Agnieszka Holland über New York vor dem Sezessionskrieg
- Amistad (1997), Film von Steven Spielberg mit Morgan Freeman über ein spanisches Sklavenschiff, das 1839 in die USA gelangt
- Grey Owl (1999), über den englischen Trapper, Schriftsteller und Naturschützer Grey Owl (1888–1938) gespielt von Pierce Brosnan
- Gangs of New York (2002), Film von Martin Scorsese über New York 1846–1863
- Alamo – Der Traum, das Schicksal, die Legende (2004), Film mit Dennis Quaid über den Aufstand der Texaner 1835/1836
- Iron Road (2009), Miniserie über den Bau der Canadian Pacific Railway am Ende des 19. Jahrhunderts
- Copper – Justice is brutal, Serie über New York City und den Stadtteil Five Points kurz nach den Draft Riots (1863)
- Hatfields & McCoys (2012), Verfilmung der Hatfield-McCoy-Fehde (1863–1891)
- 12 Years a Slave (2013), Verfilmung des 1853 erschienenen autobiographischen Romans von Solomon Northup
- The Better Angels (2014), Film über die Kindheit und Jugend Abraham Lincolns
- Texas Rising (2015), 10-teilige Miniserie über den Texanischen Unabhängigkeitskrieg (1835–1836) und die Entstehung der Texas Rangers
- Underground (2016), Serie über die Underground Railroad in Georgia vor dem Sezessionskrieg
- Roots (2016), Miniserie über einer Geschichte einer schwarzen Familie in den USA, Neuverfilmung des Romans von Alex Haley
- The Terror (2018), Fernsehserie über das Schicksal der Franklin-Expedition (1845–1848) angereichert mit einigen fantastischen Elementen
- Harriet (2019), Film über amerikanische Fluchthelferin und Frauenrechtlerin Harriet Tubman (1820–1913)
- The Good Lord Bird (2020), Miniserie über den Abolitionisten John Brown (1800–1859) gespielt von Ethan Hawke
- The Flying Sailor (2022), animierter Kurzfilm über die Halifax-Explosion 1917
- Franklin (2024), Miniserie über Benjamin Franklin (1706–1790) gespielt von Michael Douglas

#### Unabhängigkeitskrieg
- Der Winter, der ein Sommer war (1976), ARD-Fernsehspiel von Fritz Umgelter über Deutsche im Unabhängigkeitskrieg nach dem Roman von Sandra Paretti
- Revolution (1985), Film über Unabhängigkeitskrieg
- Der Patriot (2000), Film von Roland Emmerich mit Mel Gibson über einen Kriegshelden, der wider Willen in den Krieg gegen die Briten gezogen wird
- John Adams – Freiheit für Amerika (2008), siebenteilige Biographie des zweiten US-Präsidenten John Adams (Paul Giamatti)
- Turn: Washington’s Spies (2014), Fernsehserie über den Culper Ring (Spionage-Organisation)
- Sons of Liberty (2015), dreiteilige Miniserie über die Sons of Liberty

#### Frontier
- Goldrausch (1925), Komödie von und mit Charles Chaplin über den Klondike-Goldrausch Ende des 19. Jahrhunderts
- Wichita (1955), über den Gesetzeshüter Wyatt Earp (1848–1929) gespielt von Joel McCrea und seine Zeit in Wichita and Dodge City
- Zwei rechnen ab (1957), über den Gesetzeshüter Wyatt Earp (1848–1929) gespielt von Burt Lancaster und seine Zeit in Tombstone
- Das war der Wilde Westen (1962)
- Cheyenne (1964), Kampf der Cheyenne gegen die US-Armee
- Die fünf Geächteten (1967), über den Gesetzeshüter Wyatt Earp (1848–1929) gespielt von James Garner und seine Zeit in Tombstone
- Das Wiegenlied vom Totschlag (1970), Film basierend auf dem Sand-Creek-Massaker (1864) mit einer fiktiven Vorgeschichte
- Keine Gnade für Ulzana (1972), Film den Raubzug des Apachenhäuptlings Ulzana (1821–1909)
- Jeremiah Johnson (1972), Film über den Mountain Men John Jeremiah Johnson (1824–1900) gespielt von Robert Redford
- Heaven’s Gate (1980), Film über einen Konflikt zwischen amerikanischen Großfarmern und osteuropäischen Einwanderern in Wyoming um 1890
- Der mit dem Wolf tanzt (1990), Nordstaaten-Offizier wird 1864 verwundet und lebt anschließend unter Indianern
- Tombstone (1993), über den Gesetzeshüter Wyatt Earp (1848–1929) gespielt von Kurt Russell und seine Zeit in Tombstone
- Geronimo – Eine Legende (1993), über den Apachen-Häuptling Geronimo (1829–1909)
- Wyatt Earp – Das Leben einer Legende (1994), über den Gesetzeshüter Wyatt Earp (1848–1929) gespielt von Kevin Kostner
- Deadwood (2004–2006), Anfangsjahre der Goldgräberstadt Deadwood (um 1876)
- Into the West – In den Westen (2005), Miniserie über Besiedlung des Westens und dem Untergang der Indianerkulturen von 1820 bis 1895
- Die Ermordung des Jesse James durch den Feigling Robert Ford (2007), über den Banditen Jesse James (Brad Pitt) und seine Ermordung durch Robert Ford (Casey Affleck).
- Hell on Wheels (2011–2016), über die Anfangsphase des Baus der ersten transkontinentalen Eisenbahnstrecke in Amerika am Ende des Sezessionskrieges (1865) mit Colm Meaney in der Rolle des Eisenbahnbarons Thomas Durant.
- Klondike (2014), Miniserie über den Klondike-Goldrausch (1896–1899)
- The Revenant – Der Rückkehrer (2015), Film über die Erlebnisse des Pelztierjägers Hugh Glass (1783–1833) auf einer Expedition der Rocky Mountain Fur Company im Winter 1823/1824
- Billy The Kid (2022), Fernsehserie über das Leben des Revolverhelden Billy the Kid (1859–1881)
- Lawmen: Bass Reeves (2023), Miniserie über Bass Reeves (1838–1910), den ersten afroamerikanischen US-Marshal westlich des Mississippi.
- American Primeval (2025), Miniserie vor dem Hintergrund des Utah-Krieges (1857–1858), die mit dem Mountain-Meadows-Massaker (1857) beginnt. Der Mormonenfüher Brigham Young wird von Kim Coates dargestellt und der ihm feindlich gesinnte Trapper und Scout Jim Bridger von Shea Whigham.

#### Sezessionskrieg
- Die Geburt einer Nation (1915), rassistischer Film über zwei Familien vor dem Hintergrund von Bürgerkrieg und Sklavenfrage
- Der General (1926), Filmkomödie mit Buster Keaton
- Vom Winde verweht (1939), Liebestragödie in den Südstaaten nach dem Roman von Margaret Mitchell
- Der letzte Befehl (1959), Film mit John Wayne über eine Kavallerie-Brigade, die im Süden Infrastrukturen zerstört
- Alvarez Kelly (1966), Western über einen Viehdiebstahl während des Sezessionskriegs, dessen Handlung lose auf dem historischen Beefsteak Raid beruht.
- Die Blauen und die Grauen (1982), Miniserie über den Bürgerkrieg
- Fackeln im Sturm (1985, 1986, 1994), Fernsehserie, Geschichte einer Nord- und einer Südstaatenfamilie während des Bürgerkrieges
- Glory (1989), Film über das erste Schwarzenregiment im Bürgerkrieg
- Gettysburg (1993), Verfilmung der Schlacht von Gettysburg, die einen Wendepunkt des Krieges zugunsten der Nordstaaten darstellt.
- Wer mit dem Teufel reitet (1999), über eine Gruppe fiktiver Bushwhackers, die unabhängig von der regulären Armee auf Seite des Südens im Bürgerkrieg kämpfen
- Gods and Generals (2003), über die Anfangsphase des Krieges, Vorgeschichte von Gettysburg
- Unterwegs nach Cold Mountain (2003), über eine Liebe zu Zeiten des Sezessionskrieges und den Schwierigkeiten, die der Krieg mit sich brachte. (mit Nicole Kidman, Jude Law und Renée Zellweger von Anthony Minghella)
- Die Lincoln Verschwörung (2010), über die Gerichtsverhandlung von Mary Surratt, angeklagt als Komplizin des Lincoln-Attentäters John Wilkes Booth
- Lincoln (2012), über Abraham Lincolns Präsidentschaft vor dem Ende des Sezessionskrieges, mit Daniel Day-Lewis, Sally Field und Tommy Lee Jones, Regie führte Steven Spielberg
- The Birth of a Nation – Aufstand zur Freiheit (2016), über den Sklavenaufstand des Nat Turner (1800–1831)
- Nach dem Attentat (2024), Miniserie über die Jagd auf den Lincoln-Attentäter John Wilkes Booth (1838–1865)

#### Städtisches Amerika 1870–1918
- Der große Ziegfeld (1936), Film über Revue-Produzenten Ende des 19. Jahrhunderts
- Citizen Kane (1940), Film von und mit Orson Welles über das Leben eines Zeitungsunternehmers, zeigt Episoden von den 1870ern bis in die Gegenwart des Films
- Yankee Doodle Dandy (1942), Film mit James Cagney über den Vaudeville-Künstler George M. Cohan (1878–1942)
- Zeit der Unschuld (1993), Film von Martin Scorsese über ein Beziehungsdrama im New York der 1870er-Jahre
- Warrior (2019), Serie über die Tong-Kriege in San Francisco im späten 19./frühen 20. Jahrhundert unter anderem mit Ah Toy (1828–1928)

### Afrika
- Shaka Zulu (1986), Fernsehserie über den Zulu-Häuptling Shaka (1787–1822)
- The Woman King (2022), über das Königreich Dahomey in Westafrika und seine weiblichen Krieger in der ersten Hälfte des 19. Jahrhunderts.

### Kultur, Wissenschaft und Technik
- Louis Pasteur (1935), Biographie über Louis Pasteur
- Paul Ehrlich – Ein Leben für die Forschung (1940), Biographie über Paul Ehrlich
- Der junge Edison (1940), Biographie über die Kinder- und Jugendjahre Thomas Alva Edisons
- Der große Edison (1940), Biographie über Edison im Erwachsenenalter und die Erfindung der Glühbirne
- Clara Schumanns große Liebe (1947) Biographie über Clara Schumann
- Der große Caruso (1951), Film mit Mario Lanza über den Tenor Enrico Caruso (1873–1921)
- Franz Schubert – Ein Leben in zwei Sätzen (1953), Biographie über Franz Schubert
- Vincent van Gogh – Ein Leben in Leidenschaft (1956), Biographie über Vincent van Gogh (1853–1890) gespielt von Kirk Douglas
- Freud (1962), Biographie über den Psychoanalytiker Sigmund Freud
- Tschaikowsky – Genie und Wahnsinn (1970), Biographie über Pjotr Iljitsch Tschaikowski
- Mahler (1974), Biographie über Gustav Mahler
- Nickelodeon (1976), Film mit Burt Reynolds über die frühe Filmindustrie um das Jahr 1910
- Die Reise von Charles Darwin (1978), Biographie über Charles Darwin mit Schwerpunkt auf seiner Weltreise an Bord der Beagle
- Scott Joplin (1997), Film über den afroamerikanischen Komponisten und Pianisten Scott Joplin (1868–1917)
- Egon Schiele – Exzesse (1981), Biographie über Egon Schiele
- Ein Berg auf der Rückseite des Mondes (1983), schwedischer Spielfilm über die Mathematikerin Sofja Kovalevskaja
- Der eiserne Weg (1984), ZDF-Serie über die frühe Eisenbahn in Deutschland
- Il giovane Toscanini (1988), Film über den Dirigenten Arturo Toscanini (1867–1957)
- Dr. Robert Schumann, Teufelsromantiker (1999), Fernsehfilm über den Komponisten Robert Schumann (1810–1856)
- Balzac – Ein Leben voller Leidenschaft (1999), Fernsehzweiteiler über den Schriftsteller Honoré de Balzac (1799–1850) mit Gérard Depardieu
- Klimt (2006), Biographie über Gustav Klimt
- Ein russischer Sommer (2009), Film über das letzte Lebensjahr Leo Tolstois
- The Invisible Woman (2013), Film über Charles Dickens, verkörpert durch Ralph Fiennes
- Mr. Turner – Meister des Lichts (2014), Film über den britischen Maler William Turner (1775–1851)
- Die Poesie des Unendlichen (2015), Film über den indischen Mathematiker Srinivasa Ramanujan (1887–1920)
- Königin der Wüste (2015), über die britische Historikerin und Forschungsreisende Gertrude Bell (1868–1926)
- Florence Foster Jenkins (2016), Biopic über die Sängerin Florence Foster Jenkins (1868–1944) verkörpert von Meryl Streep
- Marie Curie (2016), französischer Spielfilm über die Naturwissenschaftlerin und Nobelpreisträgerin Marie Curie (1867–1934), der ihr Leben zwischen 1904 und 1911 behandelt
- A Quiet Passion (2016), Film über die amerikanische Dichterin Emily Dickinson (1830–1886), dargestellt von Cynthia Nixon
- Genius (2017–2021), Fernsehserie über historische Genies, Staffel 1 über Albert Einstein (1879–1955) und Staffel 2 über Pablo Picasso (1881–1973), Staffel 3 über Aretha Franklin (1942–2018)
- Edison – Ein Leben voller Licht (2017), Film über Thomas Edison (1847–1931) und George Westinghouse (1846–1914) und das erste amerikanische Stromnetz
- Dickinson (2019), Fernsehserie über die amerikanische Dichterin Emily Dickinson (1830–1886) gespielt von Hailee Steinfeld
- Marie Curie – Elemente des Lebens (2019), Film über die Naturwissenschaftlerin und Nobelpreisträgerin Marie Curie (1867–1934)
- Tesla (2020), Film über den Erfinder, Physiker und Elektroingenieur Nikola Tesla (1856–1943) verkörpert von Ethan Hawke
- Hokusai (2020), Film über den japanischen Maler Katsushika Hokusai (1760–1849)
- Kafka (2024), Serie über den Schriftsteller Franz Kafka (1883–1924)

## Zeitalter der Weltkriege 1914–1945

### Erster Weltkrieg und Nachkriegswirren
- The Four Horsemen of the Apocalypse (1921), amerikanischer Film über Verwandte, die auf verschiedenen Seiten kämpfen
- Die große Parade (1925), amerikanischer Film über junge Amerikaner, die die Westfront erleben
- Four Sons (1928), amerikanischer Film von John Ford über eine bayrische Witwe, deren Söhne auf gegnerischen Seiten stehen
- Im Westen nichts Neues (1930), Anti-Kriegsfilm über einen deutschen Soldaten an der Westfront, nach dem Roman von Erich Maria Remarque
- Westfront 1918 (1930), deutscher Anti-Kriegsfilm von Georg Wilhelm Pabst über vier Infanteristen an der Westfront in den letzten Kriegsmonaten
- Kreuzer Emden (1932), Film über den deutschen Kreuzer Emden
- Morgenrot (1933), Film über verunglückte U-Boot-Fahrer
- Stoßtrupp 1917 (1934), NS-Propaganda-Film nach einem Roman von Hans Zöberlein über das Leben der deutschen Soldaten an der Westfront
- Die große Illusion (1937), französischer Film über Fliegeroffiziere in einem deutschen Kriegsgefangenenlager
- Sergeant York (1941), amerikanischer Film von Howard Hawks nach den Erinnerungen des hochdekorierten Alvin C. York, über einen von Gary Cooper gespielten Trinker, der religiös wird und gegen seinen Willen zum Kriegsdienst eingezogen wird
- Leben und Sterben des Colonel Blimp (1943), britischer Film über einen britischen und einen deutschen Offizier vom Burenkrieg bis zum Zweiten Weltkrieg
- Wege zum Ruhm (1957), amerikanischer Film von Stanley Kubrick mit Kirk Douglas über eine unfähige französische Kriegsführung an der Westfront 1916
- Herzkönig (1967), französischer Film über eine Kleinstadt am Ende des Krieges
- Johnny zieht in den Krieg (1971), amerikanischer Film über einen waffenverliebten Kriegsfreiwilligen, der schwer verwundet wird
- Im Westen nichts Neues (1979), amerikanisch-britisches Remake
- Legenden der Leidenschaft (1994), drei Söhne eines Colonels (Anthony Hopkins) kämpfen in der kanadischen Armee an der Westfront
- Merry Christmas (2005), multinationaler Film über Verbrüderungen zwischen Kriegsgegnern Weihnachten 1914
- Einstein and Eddington (2008), über die Physiker Albert Einstein und Arthur Stanley Eddington vor dem Hintergrund des Ersten Weltkrieges (ca. 1914–1921)
- Das Attentat – Sarajevo 1914 (2014), deutsch-österreichisch-tschechischer Film über das Attentat auf den österreichisch-ungarischen Thronfolger Franz Ferdinand und seine Gemahlin Sophie Chotek
- Testament of Youth (2014), Film über die Erlebnisse von Vera Brittain während des Ersten Weltkrieges
- Rebellion (2016), Miniserie über den Osteraufstand 1916 in Irland
- 1917 (2019), Film von Sam Mendes über zwei Soldaten der British Army, die 1917 als Meldegänger im britischen Sektor der Westfront im Norden Frankreichs einen dringenden Befehl in die vorderste Linie bringen sollen

#### Italienisch-österreichische Gebirgsfront
- Berge in Flammen (1931), Film von und mit Luis Trenker, der damit seine Erlebnisse an der Gebirgsfront verarbeitet
- In einem anderen Land (1957), amerikanischer Film mit Rock Hudson als Mitarbeiter des Roten Kreuzes an der Gebirgsfront
- Bataillon der Verlorenen (1970), sozialkritischer italienischer Film von Francesco Rosi vor dem Hintergrund der Gebirgsfront 1916
- Im Westen nichts Neues (2022), deutsche Neuverfilmung der Literaturvorlage; neunmal für den Oscar 2023 nominiert

#### Luftkrieg
- Wings (1927), amerikanischer Film über zwei flugbegeisterte junge Amerikaner, die sich zur Luftwaffe melden
- Start in die Dämmerung (1931), amerikanischer Film von Howard Hawks über eine Fliegerstaffel
- Höllenflieger (1930), amerikanische Liebesgeschichte mit Jean Harlow vor dem Hintergrund des Luftkrieges in Europa
- Der blaue Max (1966), Film mit George Peppard über einen deutschen Flieger und die Jagd nach Auszeichnungen
- Manfred von Richthofen – Der Rote Baron (1971), Film von Roger Corman über das Leben von Manfred von Richthofen
- Schlacht in den Wolken (1976), britisch-französischer Film über einen britischen Flieger, der sich des Bruders seiner Freundin annimmt, mit Malcolm McDowell und Christopher Plummer
- Flyboys – Helden der Lüfte (2006), amerikanischer Film über eine Liebesgeschichte vor dem Hintergrund der Doppeldecker-Luftschlachten 1916
- Der Rote Baron (2008), deutscher Film mit Matthias Schweighöfer als Manfred von Richthofen

#### Krieg außerhalb Europas
- Die letzte Patrouille (1934), amerikanischer Film von John Ford, der in der mesopotamischen Wüste spielt
- Die Reiter von Deutsch-Ostafrika (1934), deutscher Film von Herbert Selpin über den Krieg in Ostafrika
- African Queen (1951), Liebesgeschichte von John Huston mit Humphrey Bogart und Katharine Hepburn vor dem Hintergrund des Ersten Weltkriegs in Deutsch-Ostafrika
- Lawrence von Arabien (1962), über den britischen Abenteurer Thomas E. Lawrence, der arabische Völker gegen die türkische Herrschaft aufruft
- Sehnsucht nach Afrika (1976), kolonialkritische und pazifistische Farce von Jean-Jacques Annaud über die Zustände in Französisch-Äquatorialafrika und dem benachbarten Deutsch-Kamerun 1915
- Gallipoli (1981), australischer Film über die Schlacht von Gallipoli 1915 in der Türkei
- Ode an die Freude (2005), japanischer Film über deutsche Soldaten, die 1914 nach dem Kampf um Tsingtao gefangen genommen und in ein japanisches Kriegsgefangenenlager gebracht werden
- Gallipoli (2015), australische Miniserie über die Schlacht von Gallipoli 1915 an den Dardanellen.

#### Heimatfront
- Die Damen von der Küste (1979), Drama über Frauen in der Normandie vor und während des Ersten Weltkrieges

#### Russische Revolutionen und Bürgerkrieg
- Panzerkreuzer Potemkin (1925), sowjetischer Propagandafilm von Sergei Eisenstein über die Russische Revolution 1905
- Doktor Schiwago (1965), Verfilmung von nach Boris Pasternaks gleichnamigen Roman
- Agonia (1966–1974 gedreht, erstmals 1981 gezeigt), Film über Rasputin

### Europa zwischen den Kriegen
- Mein Leben für Irland (1941), NS-Propaganda-Film über die Kämpfe der Iren gegen Großbritannien
- Schicksal (1942), deutscher Film mit Heinrich George über Bulgarien beim Friedensvertrag 1919 und danach
- The King’s Speech (2010), Film über den britischen König Georg VI., der sein Stottern erfolgreich bekämpft.
- Krieg der Träume (Clash of Futures) (2018), dokumentarische Dramaserie zum gleichnamigen Projekt, schildert 13 persönliche Schicksale im Europa der Zwischenkriegszeit.
- Die junge Frau und das Meer (2024), Film über die Schwimmerin Gertrude Ederle (1905–2003), gespielt von Daisy Ridley, die als erste Frau 1926 den Ärmelkanal durchschwamm.
- Blood on the Crown (2021), über Unruhen und Aufstände auf Malta gegen die britische Herrschaft 1919 und die Ereignisse rund um den 7. Juni (maltesischer Nationalfeiertag)

#### Weimarer Republik
- Blutsbrüderschaft (1941), NS-Propaganda-Film (Vorbehaltsfilm) über Kriegskameraden in der Weimarer Republik und im Dritten Reich bis 1939
- Affaire Blum (1948), DEFA-Spielfilm über den Magdeburger Justizskandal 1925/1926
- Mord an Rathenau (1961), DDR-Fernsehfilm über die Ermordung des deutschen Außenministers Walther Rathenau im Jahr 1922
- Der Fall Liebknecht-Luxemburg (1969), deutsches zweiteiliges Fernseh-Dokumentarspiel über die Ermordung von Karl Liebknecht und Rosa Luxemburg am 15. Januar 1919
- Cabaret (1972), Musicalverfilmung über den Berliner Zeitgeist 1931 kurz vor der Machtergreifung der Nationalsozialisten. Liza Minnelli verkörpert die Sängerin Sally Bowles, die im Film als Revuetänzerin im Kit Kat Club auftritt, wo jeden Abend ein teils satirisches, teils erotisches Nummernkabarett über die Bühne geht.
- Holocaust – Die Geschichte der Familie Weiss (1978), Geschichte einer jüdischen berliner Familie von der späten Weimarer Republik bis zum Aufstand im Warschauer Getto 1943.
- Rote Erde (1983, 1989), Geschichte einer Arbeiterfamilie vom späten 19. Jhd. Bis zum Ende der NS Zeit.
- Hanussen (1988), über den Wahrsager Erik Jan Hanussen, gespielt von Klaus Maria Brandauer
- Shadow of the Vampire (2000), satirischer Horrorfilm mit John Malkovich über die Produktion des Films Nosferatu aus dem Jahre 1921
- Sass (2001), über die Berliner Einbrecher Franz und Erich Sass
- Babylon Berlin (seit 2017), deutsche Kriminalserie, die im Berlin der späten Weimarer Republik (ca. 1929–1931) angesiedelt ist und in der eine Reihe von historischen Persönlichkeiten in prominenten Nebenrollen auftreten, wie z. B. der Polizeipräsident Karl Zörgiebel, der Chef der Mordkommission Ernst Gennat, der lokale SA-Führer Walther Stennes, der Anwalt Hans Litten, die SPD-Politikerin Rosa Helfers, der Oberbürgermeister Gustav Böß sowie die Außenminister Gustav Stresemann und Aristide Briand. Einige weitere Charaktere sind zwar fiktiv, aber an historische Vorbilder angelehnt.
- Die Neue Zeit (2019), 6-teilige Miniseries über die Gründerjahre des Staatlichen Bauhauses in Weimar mit Walter Gropius gespielt von August Diehl und Dörte Helm gespielt von Anna Maria Mühe

#### Kultur- und Wissenschaftsgeschichte
- Der junge Edison und Der große Edison (1940), Biografie über Thomas Alva Edison
- Madame Curie (1943), Biografie über Marie Curie
- Sauerbruch – Das war mein Leben (1954), Biografie über Ferdinand Sauerbruch
- Lindbergh – Mein Flug über den Ozean (1957) Film über Charles A. Lindberghs Atlantiküberquerung
- Das Geheimnis der Agatha Christie (1979), über die Schriftstellerin Agatha Christie (1890–1976), gespielt von Vanessa Redgrave, und ihr 11-tägiges Verschwinden im Jahre 1926.
- Die Stunde des Siegers (1982), über die Sprinter Eric Liddell (1902–1945) und Harold Abrahams (1899–1978) bei den Olympischen Sommerspielen 1924 in Paris.
- The Josephine Baker Story (1991), über Josephine Baker, eine Symbolfigur des Jazz Age beziehungsweise der Goldenen Zwanziger, gespielt von Lynn Whitfield
- Chaplin (1992), Biografie über Charles Chaplin
- Shadowlands (1993), über die Liebesgeschichte zwischen dem britischen Schriftsteller C. S. Lewis (1898–1963) und der amerikanischen Schriftstellerin Joy Davidman (1915–1960)
- Wittgenstein (1993), Biografie über den Philosophen Ludwig Wittgenstein
- Carrington (1995), Film über die Malerin Dora Carrington (1893–1932), gespielt von Emma Thompson und den Maler Lytton Strachey (1880–1932), gespielt von Jonathan Pryce
- Marie Curie – Forscherin mit Leidenschaft (1996), Biografie Marie Curies
- Comedian Harmonists (1997), Film von Joseph Vilsmaier über die deutsche Gesangsgruppe Comedian Harmonists
- Marlene (2000), Biografie der Marlene Dietrich gespielt von Katja Flint
- Ferrari (2003), über den Rennfahrer und Sportwagenhersteller Enzo Ferrari (1898–1988) gespielt von Sergio Castellitto
- Miss Potter (2006), Film über die britische Kinderbuchautorin Beatrix Potter (1866–1943) verkörpert von Renée Zellweger
- Albert Schweitzer – Ein Leben für Afrika (2009), Biografie über Albert Schweitzer
- Amelia (2009), Biografie über das Leben der Flugpionierin Amelia Earhart
- Enid (2009), Film über die Jugendschriftstellerin Enid Blyton (1897–1968)
- The Imitation Game – Ein streng geheimes Leben (2014), Film über Alan Turing verkörpert von Benedict Cumberbatch
- Käthe Kruse (2015), Fernsehfilm-Biografie über das Leben der Puppenmacherin Käthe Kruse
- The Danish Girl (2015), Film über die intersexuelle dänische Malerin Lili Elbe (1882–1931)
- Tolkien (2019), Film über die Jugend und die frühen Erwachsenenjahre des Schriftstellers J. R. R. Tolkien (1892–1973)
- Die Ausgrabung (2021), über Edith Pretty (1883–1942) und die Entdeckung des angelsächsischen Bootsgrabes Sutton Hoo 1939
- Ferrari (2023), über den Rennfahrer und Sportwagenhersteller Enzo Ferrari (1898–1988) gespielt von Adam Driver

### Prohibitionszeit und Depression in den USA 1919–1939
- Die wilden Zwanziger (1939), Film von Raoul Walsh mit James Cagney über Weltkriegsveteranen, die in der Prohibitionszeit kriminell werden
- Bonnie und Clyde (1967), Gangsterfilm mit Warren Beatty und Faye Dunaway über das Gangsterpaar Bonnie und Clyde, spielt während der Weltwirtschaftskrise in den 1930er-Jahren
- Die Farbe Lila (1985), Geschichte einer schwarzen Frau in den Südstaaten in der ersten Hälfte des 20. Jahrhunderts, Verfilmung des gleichnamigen Romans von Alice Walker
- Es war einmal in Amerika (1984), Mafiafilm von Sergio Leone, der vor allem in der Prohibitionszeit spielt
- The Untouchables – Die Unbestechlichen (1987), Krimi mit Kevin Costner, Robert De Niro und Sean Connery über die Bekämpfung des Gangsters Al Capone in der Prohibitionszeit
- Aus der Mitte entspringt ein Fluß (1992), Film über zwei Brüder im ländlichen Amerika der 1920er-Jahre
- The Gray Man, Film über den Serienmörder Albert Fish (1870–1936)
- Mrs. Parker und ihr lasterhafter Kreis (1994), über die Schriftstellerin und Kritikerin Dorothy Parker (1893–1967) und den von ihr mitgegründeten berühmten literarischen Zirkel Algonquin Round Table (1919–1929)
- The Watermelon Woman (1996), Film über die Nachwuchsregisseurin Cheryl, die 1996 eine Dokumentation über eine unbekannte afroamerikanische Schauspielerin der 1930er bis 1950er Jahre drehen möchte
- Aviator (2004), Martin Scorseses Filmbiografie über den Milliardär, Flugzeugpionier und Filmproduzenten Howard Hughes und sein Leben in Hollywood
- Der fremde Sohn (2008), Film über Los Angeles in den 1920er Jahren, dessen Handlung Ereignisse rund um die Wineville-Chicken-Morde aufgreift.
- Public Enemies (2009), auf wahren Begebenheiten basierender Spielfilm über den Gangster John Dillinger
- Boardwalk Empire (2010–2014), Fernsehserie über Atlantic City während der Prohibition, inspiriert durch die Biografie von Enoch L. Johnson
- Bessie (2015), Film über die Jazz- und Blues-Sängerin Bessie Smith (1894–1937)
- Zeit für Legenden (2016), über den Leichtathleten Jesse Owens bei den Olympischen Spielen 1936 in Berlin
- Gangster Land (2017), über die Gangster Jack „Machine Gun“ McGurn (1903–1936) und Al Capone (1899–1947) und das Chicago Outfit
- Te Ata (2017), über die Chickasaw-Indianerin Te Ata Fisher (1895–1995) und ihre Karriere als Broadway-Schauspielerin und Erzählerin.
- Capone (2020), über den Gangster Al Capone (1899–1947) gespielt von Tom Hardy
- Killers of the Flower Moon (2023), über die Osage-Morde in den 1920er Jahren in Oklahoma

### Lateinamerika
- Cristiada (2012), über den Guerra Cristera in Mexiko (1926–1929) und den Märtyrer José Sánchez del Río

### Asien
- Neun Stunden zur Ewigkeit (1963), über den Gandhi-Attentäter Nathuram Godse verkörpert von Horst Buchholz
- Gandhi (1982), vielfach ausgezeichneter Film von Richard Attenborough über Mahatma Gandhi (1869–1948), der von Ben Kingsley verkörpert wird
- Ri Kōran (2007), zweiteiliger biographischer Film über die japanische Schauspielerin Yoshiko Ōtaka (1920–2014) vor dem Hintergrund des Verhältnisses von Japan und China im 20. Jahrhundert
- The Grandmaster (2013), über das Leben des chinesischen Kampfkünstlers Yip Man (Ip Man) (1893–1972) und die Kampfkunstschulen im Süden Chinas.

### Afrika
- Omar Mukhtar – Löwe der Wüste (1981), über Umar al-Muchtar (Anthony Quinn) und den libyschen Guerillakrieg gegen die italienische Kolonialmacht, 1931

### Ozeanien
- Long Walk Home (2002), Film über die Umerziehung der Aborigines in den 1930er Jahren in Australien, basierend auf einem authentischen Fall (siehe auch Gestohlene Generationen).

### Nationalsozialismus
- Varian’s War – Ein vergessener Held (2001), Film über Journalisten und Freiheitskämpfer Varian Fry (1907–1967), der ein Rettungsnetzwerk für Verfolgte von den Nationalsozialisten organisierte.
- Guernica (2016), Film über den Luftangriff auf Guernica (1937)

#### Diktatur und Widerstand in Deutschland
siehe auch Liste von Filmen zu Adolf Hitler
- Das siebte Kreuz (1944), Verfilmung des gleichnamigen Romans von Anna Seghers über das nationalsozialistische Deutschland in den 1930er Jahren
- Der 20. Juli (1955), mit Wolfgang Preiss als Stauffenberg unter Regie des ehemaligen Widerstandskämpfers Falk Harnack
- Operation Daybreak (1975), Film über das Attentat auf Reinhard Heydrich 1942 (Operation Anthropoid) unter der Regie von Lewis Gilbert
- Mephisto (1981), über einen Schauspieler, der seine Überzeugungen dem beruflichen Erfolg opfert, nach dem gleichnamigen Buch von Klaus Mann, mit Klaus Maria Brandauer, Regie: István Szabó
- Die weiße Rose (1982), über die Widerstandsbewegung Weiße Rose mit Lena Stolze als Sophie Scholl
- Jokehnen – Oder wie lange fährt man von Ostpreußen nach Deutschland? (1986), mit Armin Mueller-Stahl Verfilmung des gleichnamigen Romans von Arno Surminski, Regie Michael Lähn
- Georg Elser – Einer aus Deutschland (1989), Film mit Klaus Maria Brandauer über den Hitler-Attentäter Georg Elser
- Swing Kids (1993), Film über die Swing-Jugend im Dritten Reich
- Aimée & Jaguar (1998), Film über die Lebenserinnerungen von Lilly Wust und anderen Zeitzeugen nach dem gleichnamigen Buch von Erica Fischer
- Der Einstein des Sex (1999), Film über das Leben von Magnus Hirschfeld und die Zerstörung des von ihm gegründeten Instituts für Sexualwissenschaft in Berlin durch die Nationalsozialisten
- Hitler – Aufstieg des Bösen (2003), Biopic über Adolf Hitler verkörpert von Robert Carlyle
- Stauffenberg (2004), Fernsehfilm mit Sebastian Koch als Stauffenberg
- Sophie Scholl – Die letzten Tage (2005), mit mehreren silbernen Bären ausgezeichneter Film über die Widerstandsbewegung Weiße Rose mit Julia Jentsch als Sophie Scholl
- Neger, Neger, Schornsteinfeger! (2006), Verfilmung der gleichnamigen Autobiografie des Deutsch-Liberianers Hans-Jürgen Massaquoi über seine Jugend in der Weimarer Republik und in Hitler-Deutschland
- Operation Walküre – Das Stauffenberg-Attentat (2008), mit Tom Cruise über das Attentat vom 20. Juli 1944
- Elser – Er hätte die Welt verändert (2015), Film von Oliver Hirschbiegel über den Georg Elser (1903–1945) und sein gescheitertes Attentat auf Hitler.
- Ein verborgenes Leben (2019), Filmdrama von Terrence Malick über das Leben von Franz Jägerstätter.
- München – Im Angesicht des Krieges (2021), Thriller im Kontext des Münchner Abkommens (1938)
- Der Passfälscher (2022). Film über Cioma Schönhaus (1922–2015), der sich der Verfolgung durch Nationalsozialisten durch das Fälschen von Pässen entzog.

#### Judenverfolgung
- Das Tagebuch der Anne Frank (1959), mit drei Oscars prämierter Filmklassiker über das Schicksal der Anne Frank
- Im Wendekreis des Kreuzes (1983), über den katholischen Priester Hugh O’Flaherty, dargestellt von Gregory Peck, der während des zweiten Weltkrieges zahlreiche Verfolgte, darunter ca. 8500 Juden, in Rom und Italien vor der Gestapo versteckte.
- Blutiger Schnee (1984), deutsch-polnisches Holocaustdrama in Anlehnung an die Erinnerungen von Artur Brauner
- Versteckt (1984), über eine deutsche Adlige (Jacqueline Bisset), die einen Juden (Jürgen Prochnow) in Berlin während des Zweiten Weltkrieges versteckt
- Auf Wiedersehen, Kinder (1987), Geschichte jüdischer Kinder in Frankreich, die während der deutschen Besatzung in einer Klosterschule versteckt wurden.
- Die Bertinis (1988), Mehrteiler über die Geschichte der Giordanos in Hamburg zur Zeit des Nationalsozialismus.
- Hitlerjunge Salomon (1990), über den Juden Salomon Perel (1925–2023), der den Holocaust überlebte, indem er seine Herkunft verheimlichte und Mitglied der Hitlerjugend wurde.
- Mein Leben mit Anne Frank (1988), über das jüdische Mädchen Anne Frank, das sich in Amsterdam vor den Nationalsozialisten versteckt
- Schindlers Liste (1993), Film über Oskar Schindler und den Holocaust
- Die Karwoche (1995), polnischer Film von Andrzej Wajda über eine Jüdin im besetzten Polen
- Anne Frank (2001), mit zwei Emmys ausgezeichneter Fernsehfilm über das Leben der Anne Frank, der erstmals auch ihre Zeit im KZ beschreibt.
- Die Wannseekonferenz (2001), Film über die Wannseekonferenz 1942, mit Kenneth Branagh als Reinhard Heydrich und Stanley Tucci als Adolf Eichmann
- Der Pianist (2002), Film über das Warschauer Ghetto
- Das letzte Versteck (2002), deutsch-schweizerischer Film über Juden im Polen des Jahres 1942
- Der Stellvertreter (2002), Film über den SS-Offizier Kurt Gerstein (1905–1945) basierend auf dem gleichnamigen Schauspiel von Rolf Hochhuth
- Babij Jar – Das vergessene Verbrechen (2003), deutsch-belarussischer Film über den Judenmord von Babyn Jar
- Rosenstraße (2003), Film von Margarethe von Trotta über Frauen, die 1943 für ihre jüdischen Ehemänner demonstrieren (Rosenstraße-Protest)
- Fateless – Roman eines Schicksallosen (2005), ungarisch-deutsch-englischer Film über einen jüdischen Jungen, der mehrere Konzentrationslager erlebt, nach dem Roman von Imre Kertész
- Die Fälscher (2007), Film über das Geldfälschungsprogramm der Nationalsozialisten, das als Fälscher KZ-Häftlinge beschäftigte.
- Jud Süß – Film ohne Gewissen (2010), über die Entstehungsgeschichte des Propagandafilms Jud Süß
- Ein blinder Held – Die Liebe des Otto Weidt (2013), über den Gerechten unter den Völkern Otto Weidt
- Ein Funken Hoffnung – Anne Franks Helferin (2023), über die Holländerin Miep Gies (1909–2010), die half Anne Franks Familie und weitere jüdische Familien vor den Nazis zu verstecken.
- One Life (2024), über den Briten Nicholas Winton (1909–2015), gespielt von Anthony Hopkins, der 1938 669 Kindern jüdischer Abstammung vor den Nazis rettete.

### Zweiter Weltkrieg
- Deutschland, bleiche Mutter (1980), deutscher Film über ein junges Ehepaar im Krieg

#### Westfront und Westmächte
- Kesselschlacht (1949), Film über die Ardennenschlacht 1944
- Die Brücke (1959), deutscher Film über eine Gruppe jugendlicher Wehrmachtssoldaten kurz vor Ende des Krieges
- Der längste Tag (1962), über die Invasion in der Normandie 1944
- Die ins Gras beißen (1962), über eine US-Kampfeinheit in Lothringen (Regie: Don Siegel)
- Gesprengte Ketten (1963), über den Fluchtversuch britischer und amerikanischer Soldaten aus einem Kriegsgefangenenlager in Deutschland
- Dünkirchen, 2. Juni 1940 (1964), französischer Film über die Schlacht um Dünkirchen 1940
- Die letzte Schlacht (1965), amerikanischer Film über die Ardennenschlacht 1944
- Kennwort „Schweres Wasser“ (1965), britischer Film von Anthony Mann über eine Aktion im Norwegen des Jahres 1942, um den Bau einer deutschen Atombombe zu verhindern
- Die Nacht der Generale (1966), britisch-französischer Film (Fiktion) von Anatole Litvak über einen Wehrmachtsgeneral als Frauenmörder
- Brennt Paris? (1966), französischer Film über die Befreiung von Paris 1944
- Die Brücke von Remagen (1969), amerikanischer Film in Anlehnung an die erste Rheinüberquerung der Alliierten 1945
- Das Geheimnis von Santa Vittoria (1969), amerikanische Komödie mit Anthony Quinn, die April 1945 in Italien spielt
- Ausbruch der 28 (1970), britisch-irischer Film über ein Kriegsgefangenenlager in Schottland
- Der Adler ist gelandet (1976), deutsche Soldaten versuchen, Winston Churchill in England zu entführen; nach einem Roman von John Sturges
- Die Brücke von Arnheim (1977), Film über die Operation Market Garden in den Niederlanden 1944
- Die Liebe der Charlotte Gray (2001), britischer Film von Gillian Armstrong über ein Paar in Frankreich während des Krieges
- Band of Brothers – Wir waren wie Brüder (2001), zehnteilige Fernsehserie über die Erlebnisse der Fallschirmjäger von der Easy Company zwischen 1942 und 1945
- Colditz – Flucht in die Freiheit (2005), britischer Fernsehzweiteiler über die Flucht zweier Offiziere aus einem deutschen Kriegsgefangenenlager in die Schweiz
- The Last Mission – Das Himmelfahrtskommando (2006), britischer Film über einen Kunstraub vor dem Hintergrund der Operation Market Garden
- Das schwarze Buch (2006), Film über den Widerstand in Holland kurz vor der Befreiung, dessen Hauptfigur Rachel Stein (Carice van Houten) von der historischen Widerstandskämpferin Esmée van Eeghen inspiriert ist.
- Die Brücke (2008), deutsches Remake des gleichnamigen Films von 1959
- Dunkirk (2017), über die Schlacht von Dünkirchen (1940)
- Die dunkelste Stunde (2017), über Winston Churchill (1874–1965) während des Zweiten Weltkriegs
- The Catcher Was a Spy (2018), über den amerikanischen Baseballspieler und Spion Moe Berg (1902–1972), gespielt von Paul Rudd, während des Zweiten Weltkrieges

#### Ostfront, Osteuropa und Sowjetunion
- Der letzte Akt (1955), über Hitlers letzte zehn Tage und den Zusammenbruch von Nazi-Deutschland
- Eine Generation (1955), polnischer Film von Andrzej Wajda über Jugendliche, die im besetzten Polen erwachsen werden
- Der Kanal (1957), polnischer Film von Andrzej Wajda über den Warschauer Aufstand
- Lotna (1959), polnischer Film von Andrzej Wajda über ein Kavalleriepferd bei dem deutschen Überfall auf Polen
- Am grünen Strand der Spree; Teil 1: Das Tagebuch des Jürgen Wilms (1960) von Regisseur Fritz Umgelter. Der Film schildert aus der Sicht eines deutschen Gefreiten zwischen Juni und Oktober 1941 die Vorbereitung und den Einmarsch in die Sowjetunion. Mit Hinrich Rehwinkel und Wilmut Borell in den Hauptrollen.
- Der Fall Gleiwitz (1961), DDR-Film über den fingierten Überfall auf den Sender Gleiwitz 1939
- Die Lebenden und die Toten (1963), sowjetischer Film über den Krieg in der Sowjetunion 1941
- Atentát (1964), tschechoslowakischer Film über die Operation Anthropoid (Attentat auf Reinhard Heydrich 1942)
- Befreiung (1969), sowjetisch-ostdeutsch-italienischer Film über den Krieg zwischen der Sowjetunion und Deutschland in den Jahren 1943 bis 1945
- Steiner – Das Eiserne Kreuz (1973), deutsch/britischer Kriegsfilm von Sam Peckinpah
- Operation Daybreak (1975), britischer Film über die Operation Anthropoid (Attentat auf Reinhard Heydrich 1942)
- Die erste Polka (1979), deutscher Film mit Maria Schell, der den fingierten Überfall auf den Sender Gleiwitz behandelt
- Der Bunker (1981), über die letzten Tage Adolf Hitlers verkörpert von Anthony Hopkins
- Komm und sieh (1985), sowjetischer Film, der in Weißrussland 1943 spielt und von einem Jugendlichen handelt, der zu den Partisanen geht
- Korczak (1990), polnischer Film von Andrzej Wajda über die letzten Lebenswochen des Pädagogen Janusz Korczak 1942 in Warschau
- Stalingrad (1993), deutscher Film über Soldaten in Stalingrad
- Duell – Enemy at the Gates (2001), Auseinandersetzung zwischen einem deutschen und einem sowjetischen Scharfschützen vor dem Hintergrund der Schlacht von Stalingrad
- Der Untergang (2004), über die letzten Tage Adolf Hitlers (Bruno Ganz) basierend auf dem gleichnamigen Buch des Historikers Joachim Fest und den Erinnerungen von Traudl Junge
- Das Massaker von Katyn (2007), polnischer Film über das Massaker von Katyn
- Unsere Mütter, unsere Väter (2013), dreiteiliger deutscher Fernsehfilm über fünf Freunde im Zweiten Weltkrieg
- Anthropoid (2016), britischer Film über die Operation Anthropoid (Attentat auf Reinhard Heydrich 1942)
- HHhH (2017), französischer Film über die Operation Anthropoid (Attentat auf Reinhard Heydrich 1942)
- Milada, Film über die Politikerin und Frauenrechtlerin Milada Horáková (1901–1950) verkörpert von Ayelet Zurer

#### Widerstand, Untergrundbewegungen
- Armee im Schatten (1969), Film über Arbeit und Wirken der Résistance
- Uprising – Der Aufstand (2001), Fernsehfilm über den Aufstand im Warschauer Ghetto
- Defiance – Für meine Brüder, die niemals aufgaben (2008), Film über die Bielski-Partisanen
- Max Manus (2008), norwegischer Spielfilm über den gleichnamigen norwegischen Widerstandskämpfer
- Female Agents – Geheimkommando Phoenix (2008), Agententhriller mit Sophie Marceau über Frauen in der Résistance
- The Heavy Water War (2015), Miniserie über die Norwegische Schwerwasser-Sabotage
- Nr. 24 (2024), Film über den norwegischen Widerstandskämpfer Gunnar Sønsteby (1918–2012) und Anführer der Oslogjeng (Oslobande).

#### Luft- und Bombenkrieg
- Der Kommandeur (1949), amerikanischer Film mit Gregory Peck über die amerikanischen Bombereinsätze ab 1942 von England aus
- Mai 1943 – Die Zerstörung der Talsperren (1955), britischer Film über die Operation Chastise, die 1943 deutsche Talsperren zerstören wollte
- Luftschlacht um England (1969), britischer Film von Guy Hamilton mit Michael Caine über die Luftschlacht um England 1940
- Dresden (2005), ZDF-Zweiteiler, Liebesfilm vor dem Hintergrund der alliierten Luftangriffe auf Dresden im Februar 1945

#### Seekrieg
- Stählerne Schwingen (1950), amerikanischer Film über die Schlacht um Guadalcanal 1942/1943
- Froschmänner (1951), amerikanischer Film mit Richard Widmark über den Krieg im Südpazifik
- Der große Atlantik (1952), britischer Film über ein Konvoi-Eskortschiff
- Keine Zeit für Heldentum (1955), amerikanischer Film über einen Marinefrachter im Pazifik, mit Henry Fonda
- Die letzte Fahrt der Bismarck (1960), britischer Film von Lewis Gilbert über das Schlachtschiff Bismarck 1941 im Nordatlantik
- Das Boot (1981), deutscher Film über den U-Boot-Krieg im Atlantik aus der Sicht einer U-Boot-Besatzung auf Feindfahrt im Winter 1941
- Die grünen Teufel vom Mekong (1982), australisch-taiwanischer Film mit Mel Gibson über den Kampf um einen japanischen Diplomaten, der überlaufen wollte, aber mit dem Flugzeug abstürzt

#### Südeuropa und Afrika
- Rommel, der Wüstenfuchs (1951), amerikanischer Film über Erwin Rommel, den Generalfeldmarschall des deutschen Afrika-Korps
- Die Kanonen von Navarone (1961), britisch-amerikanischer Film mit Gregory Peck und David Niven über ein Kommando, das 1943 deutsche Kanonen auf einer griechischen Insel zerstören soll
- Flucht nach Athena (1979), britischer Film mit Roger Moore, Telly Savalas und David Niven, der in Griechenland 1944 spielt
- Die Glorreichen (1984), französisch-tunesischer Film mit Jean-Paul Belmondo über eine Gruppe Fremdenlegionäre in Tunesien 1943
- Transatlantic (2023), Miniserie über Varian Fry und Mary Jayne Gold die 1940 und 1941 in Marseille ein Flüchtlingsnetzwerk für Verfolgte der Nazi-Diktatur organisieren.

#### Deutsche Heimatfront, Flucht und Vertreibung
- Kinder, Mütter und ein General (1955), deutscher Film über Jungen in Uniform am Ende des Krieges
- Der letzte Akt (1955), deutsch-österreichischer Film von Georg Wilhelm Pabst über die letzten Kriegstage in Berlin, auch im Führerbunker, mit Albin Skoda als Adolf Hitler
- Fabrik der Offiziere (1960), deutscher Film über Intrigen in einer Heereskriegsschule
- Die Abenteuer des Werner Holt (1965), DDR-Film über einen jungen Soldaten gegen Ende des Krieges
- Eine Liebe in Deutschland (1983), deutsch-französischer Film von Andrzej Wajda über eine Deutsche, die sich in einen polnischen Kriegsgefangenen verliebt
- Die Flucht (2007), zweiteiliger deutscher Fernsehfilm über die Flucht der deutschen Bevölkerung aus Ostpreußen
- Die Gustloff (2008), ZDF-Zweiteiler über das mit deutschen Ostflüchtlingen beladene Schiff

#### Krieg in Ostasien
- Flammen über Fernost (1954), britischer Film über Burma 1945, mit Gregory Peck
- Blutiger Strand (1967), über den Kampf um eine philippinische Insel
- Japan's Longest Day (1967), Film mit Toshirō Mifune über den Putschversuch von Teilen des japanischen Militärs unter Führung von Hatanaka Kenji gegen japanischen Kaiser Hatanaka Kenji im August 1945
- Tora! Tora! Tora! (1970), Film über den japanischen Angriff auf Pearl Harbor 1941
- Das Mädchen Toshiko (1979), japanischer Film über ein japanisches Mädchen in der Endphase des Zweiten Weltkrieges (Regie: Yuten Tachibana)
- Furyo – Merry Christmas, Mr. Lawrence (1983), britisch-japanischer Film über ein japanisches Kriegsgefangenenlager auf Java
- Der letzte Kaiser (1987), Film von Bernardo Bertolucci über Puyi, der 1908 als Zweijähriger Kaiser von China wird, Revolution und Bürgerkrieg erlebt und später sich den Japanern andient
- Das Reich der Sonne (1987), Film von Steven Spielberg über einen britischen Jungen, der 1941 in Shanghai in ein japanisches Internierungslager gerät
- Die letzten Glühwürmchen (1988), Anime über die Endphase des Zweiten Weltkrieges in Japan und dem Überlebenskampf zweier Kinder
- Farewell to the King (1989), Eingeborene sollen im Dschungel von Borneo für den Kampf gegen Japan mobilisiert werden
- 1942: A Love Story (1994), indisches Drama über zwei Verliebte vor dem Hintergrund des Zweiten Weltkriegs und dem nach Unabhängigkeit strebenden Indien
- Der schmale Grat (1998), Inselkampf im Pazifik zwischen Japanern und Amerikanern, nach einer Romanvorlage von James Jones
- Pearl Harbor (2001), Spielfilm vor dem Hintergrund des japanischen Angriffs 1941 und dem Doolittle Raid 1942
- The Great Raid – Tag der Befreiung (2005), amerikanisch-australischer Film über die Philippinen Ende des Krieges
- Flags of Our Fathers (2006), Clint Eastwoods Film über die Geschichte der „Kriegshelden“ auf dem berühmten Foto Raising the Flag on Iwo Jima, das die Eroberung der japanischen Insel Iwojima symbolisiert
- Letters from Iwo Jima (2006), Clint Eastwoods Film über die Schlacht um Iwojima aus japanischer Sicht
- Australia (2007/2008), Film über ein Liebespaar in Australien vor dem Hintergrund des Zweiten Weltkriegs, besonders des japanischen Luftangriffs auf Darwin 1942
- Die Kinder der Seidenstraße (2008), kanadisch-australisch-chinesischer Film von Roger Spottiswoode, der im unerklärten japanisch-chinesischen Krieg spielt
- John Rabe (2009), über John Rabe, der während des chinesisch-japanischen Krieges 1937 in Schanghai chinesische Zivilisten vor Übergriffen durch die japanische Armee schützte.
- The Pacific (2010), Serie über Soldaten der 1. US-Marineinfanteriedivision im Pazifikkrieg
- Unbroken (2014), Film über die Erlebnisse von Louis Zamperini während seiner Zeit in japanischer Kriegsgefangenschaft.
- The Emperor in August (2015), Film über den Putschversuch von Teilen des japanischen Militärs unter Führung von Hatanaka Kenji gegen japanischen Kaiser Hatanaka Kenji im August 1945 (Remake von Japan's Longest Day (1967))
- Hacksaw Ridge – Die Entscheidung (2016), US-amerikanisch-australischer Film von Mel Gibson, der vom Leben des amerikanischen Soldaten Desmond T. Doss zur Zeit der Schlacht um Okinawa handelt
- Midway – Für die Freiheit (2019), Film über Schlacht um Midway (1942) die die japanische Offensive im mittleren Pazifik stoppte.

### Kulturgeschichte
- Die Glenn Miller Story (1953), Film über den Jazzmusiker Glenn Miller, der in der Wirtschaftskrise erfolgreich wird, im Krieg vor Soldaten spielt und 1944 in einem Flugzeug verunglückt.
- Hemingway & Gellhorn (2012), über den Schriftsteller Ernest Hemingway und die Journalistin Martha Gellhorn
- Professor Marston & The Wonder Women (2017), über den amerikanischen Psychologen William Moulton Marston (1893–1947), der einen der ersten Lügendetektorern entwickelte und die Comic-Figur Wonder Woman erfand.
- Mank (2020), über den Regisseur Herman J. Mankiewicz (1897–1953) und die Entstehung von Citizen Kane (1941)
- Oppenheimer (2023), Film über das Leben des Physikers Robert Oppenheimer (1904–1967)
- Archie (2023), Miniserie über den Schauspieler Cary Grant (1904–1986) gespielt von Jason Isaacs

## Kalter Krieg 1945–1990

### Europa
- Z (1969), Film von Costa-Gavras über Griechenland kurz vor dem Beginn der griechischen Militärdiktatur, der durch die Lambrakis-Affäre inspiriert ist.
- Das Geständnis (1970), Film von Costa-Gavras über Artur London (verkörpert von Yves Montand) und den stalinistischen Slánský-Prozess in den frühen 1950er Jahren in der Tschechoslowakei
- Karol – Ein Mann, der Papst wurde (2005)
- Children of Glory (2006), Film über den Ungarischen Volksaufstand und das Blutspiel von Melbourne 1956
- Die Hetzjagd (2008), Film über Serge- und Beate Klarsfeld und die Jagd nach Nazi-Kriegsverbrecher Klaus Barbie (1913–1991)
- Lehrjahre der Macht (L’École du pouvoir) (2009), Miniserie über Zeit des französischen Machtwechsels durch die Sozialisten mit François Mitterrand 1981 aus Sicht mehrerer ENA-Elitestudenten
- Die Eiserne Lady (2011), Biographie Margaret Thatchers, dargestellt von Meryl Streep
- The Crown (2016), Fernsehserie über die frühen Amtsjahre von Elisabeth II.
- 6 Days (2017), Film über die Geiselnahme in der iranischen Botschaft in London 1980
- Alles Geld der Welt (2017), Film über J. Paul Getty (1892–1976), dargestellt von Christopher Plummer und seinen entführten Enkel John Paul Getty III (1956–2011)
- The Death of Stalin (2017), Filmsatire um den Machtkampf in der Sowjetunion nach dem Tode Stalins (1953)
- Fiertés – Mut zur Liebe (2018), Miniserie über die Entwicklung der französischen LGBT-Gemeinschaft von 1981 bis 2013; besonderer Schwerpunkt auf die AIDS-Pandemie der 1980er Jahre
- Trust (2018), Fernsehserie über J. Paul Getty (1892–1976), dargestellt von Donald Sutherland und seinen entführten Enkel John Paul Getty III (1956–2011)
- A Very English Scandal (2018), Miniserie über den britischen Politiker Jeremy Thorpe (1929–2014)
- Mrs. Wilson, Miniserie über dem Schriftsteller und Spion Alexander Wilson (1893–1963) und dessen Witwe
- Stockholm (2018), Film über die Geiselnahme am Norrmalmstorg in Stockholm 1973, der später zu dem Begriff des Stockholm-Syndroms führte.
- Geheimnis eines Lebens (2018), Film basierend auf der Biografie der KGB-Spionin Melita Norwood (1912–2005)
- Chernobyl (2019), 5-teilige Miniserie über die Nuklearkatastrophe von Tschernobyl (1986)
- Die skandalösen Affären der Christine Keeler (2019), Miniserie über die Profumo-Affäre (1962/63) und das Mannequin Christine Keeler (1942–2017)
- Die Kinder von Windermere (2020), über jüdische Waisenkinder die den Holocaust überlebten und bei Windermere in Nordengland betreut wurden.
- Der Spion (2020), Film über den britischen Geschäftsmann Greville Wynne (1919–1990) und den Sowjetoffizier Oleg Wladimirowitsch Penkowski (1919–1963) in einem Spionagefall des Kalten Krieges zu Beginn der 1960er Jahre.
- A Very British Scandal (2021), Miniserie über den Scheidungsskandal von Ian Campbell, 11. Duke of Argyll und Margaret Campbell, Duchess of Argyll im Jahre 1963
- The Pembrokeshire Murders (2021), über den Waliser Serienmörders John Cooper
- Anne (2022), Miniserie über die Aktivistin Anne Williams (1951–2013) und die Hillsborough-Katastrophe von 1989
- A Spy Among Friends (2022), Miniserie über die Enttarnung des englischen Doppelagenten Kim Philby (1912–1988), gespielt von Guy Pearce, zu Beginn der 1960er Jahre.
- The Gold  (2023), 6-teilige Miniserie über den Brink's-Mat-Goldraub (1983) mit Kenneth Noye, dargestellt von Jack Lowden, und John Palmer, dargestellt von Tom Cullen
- The Long Shadow (2023), Miniserie über die Mordserie des den Yorkshire Rippers Peter Sutcliffe in den 1970er Jahren in England.
- The New Look (2024), Fernsehserie über Christian Dior (1905–1957), gespielt von Ben Mendelson, Coco Chanel, gespielt von Juliette Binoche (1883–1971), und die (neue) Damenmode in den 1950er Jahren.
- Joan (2024), Miniserie über die britische Juwelendiebin Joan Hannington, dargestellt von Sophie Turner, im London der 1980er Jahre.
- Brian and Maggie (2025), Zweiteiler über den ehemaligen Labour-Politiker und Journalisten Brian Walden (1932–2019) und die konservative englische Premierministerin Margaret Thatcher (1925–2013)
- Harald og Sonja (2025), Miniserie über den damaligen norwegischen Kronprinzen und späteren König Harald V. und seine Heirat mit der bürgerlichen Sonja Haraldsen.

#### Besetztes Deutschland 1945–1949
- Urteil von Nürnberg (1961), Gerichtsfilm, dessen Handlung vom Nürnberger Juristenprozess angelehnt ist, dabei jedoch fiktive Charaktere verwendet.
- Nürnberg – Im Namen der Menschlichkeit (2000), zweiteiliger Spielfilm über den Nürnberger Prozess gegen die Hauptkriegsverbrecher.
- Die Luftbrücke – Nur der Himmel war frei (2005), Fernseh-Zweiteiler über die Berliner Luftbrücke 1948/1949
- Anonyma – Eine Frau in Berlin (2008), deutsch-polnischer Film mit Nina Hoss über die sowjetischen Vergewaltigungen im besetzten Berlin 1945
- Phoenix (2014), deutscher Spielfilm über die Rückkehr einer Jüdin nach ihrer Gefangenschaft im KZ Auschwitz

#### BR Deutschland 1949–1969
- Das Wunder von Lengede (2003), Fernseh-Zweiteiler über das Grubenunglück von Lengede 1963
- Das Wunder von Bern (2003), Film von Sönke Wortmann über Deutsche in der Nachkriegszeit und ihre Erlebnisse mit der Fußball-Weltmeisterschaft 1954
- Almanya – Willkommen in Deutschland (2011), Film über türkische Gastarbeiter in Deutschland, mit Rückblende in die 1960er-Jahre
- Im Labyrinth des Schweigens (2014), Film über die Vorgeschichte der Frankfurter Auschwitzprozesse unter Generalstaatsanwalt Fritz Bauer in den frühen 1960er Jahren
- Der Staat gegen Fritz Bauer (2015), Film über den Staatsanwalt Fritz Bauer (1903–1968) und die Aufarbeitung der Nazi-Vergangenheit im Nachkriegsdeutschland
- Bridge of Spies – Der Unterhändler (2016), Film über den Agentenaustausch von Rudolf Iwanowitsch Abel und Francis Gary Powers auf der Glienicker Brücke und dessen Vorgeschichte
- Bonn – Alte Freunde, neue Feinde (2023), 6-teilige Miniserie über das Verhältnis von Verfassungsschutz und der Organisation Gehlen im Jahre 1954 und einen der größten politischen Skandale der frühen Bundesrepublik

#### BR Deutschland 1970–1990
- Das schreckliche Mädchen (1990), schwarze Filmkomödie über eine Schülerin, die Machenschaften in ihrer Heimatstadt zu Zeiten des Nationalsozialismus aufdeckt und deswegen als Nestbeschmutzerin verfolgt wird, basierend auf dem Fall von Anna Elisabeth Rosmus, Regie Michael Verhoeven
- Du bist nicht allein – Die Roy Black Story (1996), Fernsehfilm über den Schlagersänger Roy Black
- 23 – Nichts ist so wie es scheint (1998), Spielfilm über den KGB-Hack
- Der Baader Meinhof Komplex (2008), Spielfilm über die RAF von 1967 bis 1977, nach dem Buch von Stefan Aust
- Der Fall Barschel (2016), Fernsehfilm über die Barschel-Affäre, einem der größten Politikskandale der Bundesrepublik
- Wackersdorf (2018), Spielfilm über den Bau und die Proteste gegen die Wiederaufarbeitungsanlage Wackersdorf
- Gladbeck (2018), zweiteiliger Fernsehfilm über die Geiselnahme von Gladbeck (1988)
- Der Goldene Handschuh (2019), über den Serienmörder Fritz Honka (1935–1998) nach dem gleichnamigen Roman von Heinz Strunk
- Alice (2022), zweiteiliger Film über die Feministin Alice Schwarzer gespielt von Nina Gummich

#### DDR
- Sonnenallee (1999), Film über Jugendliche in den 1970er Jahren und die Sonnenallee in Berlin zur DDR-Zeit.
- Der Tunnel (2001), Film über den Bau und die Flucht durch einen Tunnel unter der Berliner Mauer in den 1960er Jahren nach einer wahren Begebenheit, dem Tunnel 29, mit Heino Ferch und Nicolette Krebitz, Regie Roland Suso Richter.
- Das Leben der Anderen (2006), Film über eine Abhörung durch die Staatssicherheit in der DDR 1984
- Prager Botschaft (2007), Film über die Besetzung der bundesdeutschen Botschaft durch DDR-Flüchtlinge in Prag im Sommer 1989 mit Christoph Bach, Regie Lutz Konermann
- Weissensee (2010), Fernsehserie über familiäre Konflikte mit der „Staatsmacht“
- Barbara (2012), die Ärztin Barbara wird nach Stellen eines Ausreiseantrags von der Charité Berlin in ein Provinzkrankenhaus versetzt. Der Film thematisiert Ausreiseversuch, Überwachung durch die Stasi, DDR-Jugendhilfe sowie eine sich in diesem Umfeld entwickelnde Liebe im Sommer 1980.

### Nordamerika
- Die Valachi Papiere (1972), über dem Mafioso Joe Valachi (1904–1971), der 1963 als Kronzeuge gegen die New Yorker Mafia aussagte.
- Die Marcus-Nelson-Morde (1973), Kriminalfilm über die Career Girls Murders und die Verurteilung von George Whitmore, Jr, einem der Gerichtsfälle die 1966 zur Miranda-Entscheidung des Obersten Gerichtshofs der Vereinigten Staaten führten.
- Turm des Schreckens (1975), Fernsehfilm über den ehemaligen Marinesoldaten und Amokläufer Charles Joseph Whitman (1941–1966) und das University of Texas tower shooting (1966)
- Helter Skelter – Die Nacht der langen Messer (1976), über die Manson Family und ihre Verbrechen im Jahre 1969 basierend auf dem gleichnamigen Buch des ehemaligen Staatsanwalts Vincent Bugliosi
- Die Unbestechlichen (1976), Film mit Robert Redford und Dustin Hoffman über die Aufdeckung der Watergate-Affäre, nach dem Buch All the President's Men von Carl Bernstein und Bob Woodward
- Coming Home – Sie kehren heim (1977), Film über die Schwierigkeiten von Vietnamveteranen nach ihrer Heimkehr
- Silkwood (1983), Film über Karen Silkwood (1946–1974), gespielt von Meryl Streep, die als Whistleblowerin aufdeckte, dass der Kerr-McGee-Konzern Sicherheitsvorschriften bei der Herstellung von radioaktiven Brennelementen missachtete und so Mitarbeiter gefährdete.
- Robert Kennedy and His Times (1985), Fernsehserie über das Leben des Robert F. Kennedy bis zu seiner Ermordung
- Angel Heart (1987), Thriller mit Mickey Rourke und Robert De Niro über einen Privatdetektiv in den USA der 1950er-Jahre
- Mississippi Burning – Die Wurzel des Hasses (1988), Film von Alan Parker über die Ermordung amerikanischer Bürgerrechtler 1964
- Freundschaft fürs Leben (1989), Chronik der AIDS-Pandemie in den Vereinigten Staaten anhand des Beispiels einer Gruppe homosexueller Freunde
- JFK – Tatort Dallas (1991), Oliver Stones Verschwörungstheorie über die Ermordung des Präsidenten John F. Kennedy
- Jimmy Hoffa (1992), über den Gewerkschaftsführer Jimmy Hoffa verkörpert von Jack Nicholson
- … und das Leben geht weiter (1993), die Geschichte der Krankheit AIDS erzählt anhand der Erlebnisse beteiligter Ärzte, basierend auf dem Sachbuch des Journalisten Randy Shilts
- Nixon (1995), Film über den US-Präsidenten Richard M. Nixon
- Apollo 13 (1995), Film mit Tom Hanks über das Beinahe-Unglück der Mondmission Apollo 13 im Jahre 1970
- Truman (1995), über den amerikanischen Präsidenten Harry Truman verkörpert von Gary Sinise
- Apollo 11 (1996), Fernsehfilm über die erste Mondlandung 1969
- Thirteen Days (2000), Film über die Kubakrise 1962
- Monster (2002), Film über die Serienmörderin Aileen Wuornos verkörpert von Charlize Theron
- The Rosa Parks Story (2002), über Rosa Parks (1913–2005) verkörpert von Angela Bassett
- Wonderland (2003), über den Pornodarsteller John Holmes (1944–1988) und die Wonderland-Morde (1981)
- Gacy (2003), Film über den Serienmörder John Wayne Gacy aus den späten 1970er-Jahren
- Good Night, and Good Luck. (2005), Film von George Clooney über den Journalisten Edward R. Murrow während der McCarthy-Ära
- Bobby (2006), Film über die Ermordung des demokratischen Präsidentschaftskandidaten Robert F. Kennedy
- Mad Men (2007–2015), Sittengemälde der US-Gesellschaft zu Beginn der 1960er Jahre anhand einer Werbeagentur in New York
- American Gangster (2007), über den Gangster und Drogendealer Frank Lucas verkörpert von Denzel Washington
- Frost/Nixon (2008), Film über ein berühmtes Fernsehinterview des Journalisten David Frost mit dem amerikanischen Ex-Präsidenten Richard Nixon 1977
- Julie & Julia (2009), über die Köchin Julia Child (1912–2004)
- Du gehst nicht allein (2010), Film über die autistische Wissenschaftlerin Temple Grandin (* 1947)
- Thurgood (2011), Fernsehfilm über Thurgood Marshall (1908–1993) den ersten schwarzen Richter am US Supreme Court verkörpert von Laurence Fishburne
- J. Edgar (2011), Film von Clint Eastwood über den FBI-Direktor J. Edgar Hoover verkörpert von Leonardo DiCaprio
- Die Kennedys (2011), in 8 Teilen (je 45 min.) über den amerikanischen Präsidenten John F. Kennedy und seine Familie
- CBGB (2012), Film über den Musik-Klub CBGB in New York (1973–2006), dessen Besitzer Hilly Kristal (1931–2007) von Alan Rickman (1946–2016) gespielt wird
- Hannah Arendt (2011), über Hannah Arendt und den Eichmann-Prozess.
- Betty & Coretta (2013), über die Bürgerrechtlerinnen Coretta Scott King (1927–2006) und Betty Shabazz (1936–1997)
- Mob City (2013), Fernsehserie über die Mafia und Kosher Nostra in Los Angeles und kriminellen Karrieren von Meyer Lansky, Bugsy Siegel und Mickey Cohen.
- Liberace – Zu viel des Guten ist wundervoll, über den Pianisten und Entertainer Liberace (1919–1987) gespielt von Michael Douglas
- Selma (2014), über die Selma-nach-Montgomery-Märsche (1965) der amerikanischen Bürgerrechtsbewegung
- Pawn Sacrifice (2014), Spielfilm über Bobby Fischer und die Schachweltmeisterschaft 1972
- Aquarius (2015), Fernsehserie über den Mörder Charles Manson am Ende der 60er Jahre vor dem Hintergrund des Vietnamkrieges und sozialer und kultureller Konflikte in den USA.
- The Astronaut Wives Club (2015), Fernsehserie über die amerikanischen Raumfahrtprogramme (Mercury, Gemini, Apollo) in den 1960ern aus Sicht der Astronautenfrauen.
- Trumbo (2015), Film über den Drehbuchautor Dalton Trumbo (1905–1976), ein der sogenannten Hollywood Ten, der während der McCarthy-Ära auf die schwarze Liste gesetzt wurde.
- Black Mass (2015), Film über den Gangster James J. Bulger verkörpert von Johnny Depp
- LBJ (2016), über den US-Präsidenten Lyndon B. Johnson (1908–1973) gespielt von Woody Harrelson
- Hands of Stone (2016), Film über den Boxer Roberto Durán
- Barry (2016), Film über die Studentenzeit des späteren US-Präsidenten Barack Obama
- Loving (2016), über den Gerichtsfall Loving v. Virginia (1967) mit dessen Urteil der Oberste Gerichtshof der Vereinigten Staaten bundesstaatliche Gesetze, die gemischtrassige Ehen verboten, aufhob.
- Jackie: Die First Lady (2016), über Jackie Kennedy (1929–1994) gespielt von Natalie Portman
- Confirmation (2016), über die umstrittene Ernennung von Clarence Thomas, gespielt von Wendell Pierce, zum Bundesrichter im Jahre 1990
- The Founder (2017), über Ray Kroc (1902–1984) und die Gründung der McDonald’s Corporation
- Detroit (2017), über die Rassenunruhen in Detroit 1967
- Mark Felt: The Man Who Brought Down the White House (2017), über den FBI-Beamten Mark Felt (1913–2008), der als Informant „Deep Throat“ eine entscheidende Rolle in der Watergate-Affäre (1974) spielte.
- Marshall (2017), über den jungen Thurgood Marshall (1908–1993) im Jahre 1941
- Novitiate (2017), über das Leben einer Novizin in einem Kloster nach dem Zweiten Vatikanischen Konzil
- Die Verlegerin (2017), über die Publikation der Pentagon-Papiere 1971 mit Meryl Streep als Verlegerin unter der Regie von Steven Spielberg
- Manhunt: Unabomber (2017), Serie über die Jagd nach dem Unabomber Ted Kaczynski (1942–2023)
- Chappaquiddick (2017), über den Senator Edward Kennedy (1932–2009) und seinen Autounfall auf der Chappaquiddick-Insel (1969), der zum Tod einer Mitarbeiterin führte und große mediale Aufmerksamkeit erzeugte.
- When We Rise (2017), Serie über die LGBT-Bewegung, teilweise basierend auf dem Buch When We Rise: My Life in the Movement des amerikanischen LGBT-Aktivisten Cleve Jones.
- The Secret Man (2017), über den Watergate-Skandal und den FBI-Agenten Mark Felt (1913–2008) alias Deep Throat gespielt von Liam Neeson
- Cocaine Godmother (2017), Film über Griselda Blanco (1943–2012), einer der Führungspersönlichkeiten des kolumbianischen Medellín-Kartells in den USA
- Feud (2017), Serie über historische Feindschaften und Fehden im amerikanischen Kulturbetrieb der 1960er Jahre.
- BlacKkKlansman (2018), über den schwarzen Polizeibeamten Ron Stallworth (* 1953) und seine Ermittlungen gegen den Ku-Klux-Klan Ende der 1970er Jahre
- Aufbruch zum Mond (2018), über Neil Armstrong und erste Mondlandung 1969
- Der Spitzenkandidat (2018), über den Politiker amerikanischen Politiker Gary Hart und seine Präsidentschaftskandidatur 1988, verkörpert von Hugh Jackman
- Ein Gauner & Gentleman (2018), Film über den Ausbruchskünstler und Bankräuber Forrest Tucker (1920–2004) gespielt von Robert Redford
- Charlie Says (2018), über die Manson Family und den Mord an Sharon Tate (1969)
- Extremely Wicked, Shockingly Evil and Vile (2019), über den Serienmörder Ted Bundy (1946–1989)
- The Hot Zone (2019), Fernsehserie über Entdeckung des Ebolavirus in Afrika (1976) und einen Ausbruch in Reston in den USA (1989) basierend auf dem gleichnamigen Sachbuch von Richard Preston
- Above Suspicion (2019), Film über einen historischen Kriminalfall aus dem Jahr 1989, in dem der FBI-Agent Mark Putnam (Jack Huston) ein Verhältnis mit der Informantin Susan Smith (Emilia Clarke) beginnt und sie später im Streit ermordet.
- The Trial of the Chicago 7 (2020), Film über die Chicago Seven (Aktivisten gegen den Vietnamkrieg) und ihren Gerichtsprozess 1969
- Hollywood (2020), Miniserie über mehrere teils fiktive und teils reale Personen wie Rock Hudson und Hattie McDaniel, die in den 1940er Jahren mit Problemen wie Homophobie und Rassismus in der Filmindustrie zu kämpfen haben.
- Mrs. America (2020), Miniserie über die konservative Aktivistin Phyllis Schlafly (1924–2016) gespielt von Cate Blanchett
- The Right Stuff (2020), Fernsehserie über die ersten amerikanischen Astronauten und das Mercury-Programm (1958–1963)
- Barry Seal: Only in America (2020), Film über den Drogenschmuggler Barry Seal (1939–1986) und CIA-Aktivitäten in Lateinamerika.
- The Eyes of Tammy Faye (2021), über die amerikanische Evangelistin Tamara Faye Messner (1942–2007)
- Julia (2022), Fernsehserie über die Köchin Julia Child (1912–2004)
- Gaslit (2022), Fernsehserie über die Watergate-Affäre, die sich auf die Rollen von John N. Mitchell (Sean Penn) und seiner Frau Martha Mitchell (Julia Roberts) sowie John Dean (Dan Stevens) und Gordon Liddy (Shea Whigham) konzentriert.
- Dahmer – Monster: Die Geschichte von Jeffrey Dahmer, Miniserie über den Serienmörder Jeffrey Dahmer (1960–1994) gespielt von Evan Peters
- Zeiten des Umbruchs (2022), über Rassebeziehungen im New York der 1980er Jahre mit Fred C. Trump und Maryanne Trump Barry in Nebenrollen.
- Till – Kampf um die Wahrheit (2022), Film über Mamie Till-Mobley (1921–2003) und ihren Sohn Emmett Till (1941–1955), der bei Rassenunruhen in Mississippi ermordet wurde.
- Little Bird (2023), kanadische Miniserie über den Sixties Scoop (ca. 1950s bis 1970s), eine Bezeichnung für die zwangsweise Platzierung von Kindern indianischer Familien in Pflegeheimen, wo sie zur Adoption durch weiße Pflegefamilien vermittelt wurden.
- Spinning Gold (2023), Film über den Musikproduzenten Neil Bogart (1943–1982) dem Gründer von Casablanca Records
- Rustin (2023), Film über den amerikanischen Bürgerrechtler Bayard Rustin (1912–1987)
- Griselda (2024), Miniserie über Griselda Blanco (1943–2012), einer der Führungspersönlichkeiten des kolumbianischen Medellín-Kartells in den USA
- Shirley (2024), über die Politikerin Shirley Chisholm (1924–2005), die erste sich als erste Schwarze um das Präsidentenamt in den USA bewarb aber in den Vorwahlen unterlag.
- The Big Cigar (2024), Miniserie über Huey Newton (1942–1989), einem Mitbegründer der Black Panthers
- Reagan (2024), über den US-Präsidenten Ronald Reagan (1911–2004) gespielt von Dennis Quaid
- The Order (2024), über die neonazistische Terror-Gruppe The Order, die in den 1980er Jahren im Norwesten der USA operierte und unter anderem für die Ermordung des Radiomoderators Alan Berg (1934–1984) verantwortlich war.

### Asien
- The Killing Fields – Schreiendes Land (1984), britischer Film mit Sam Waterston über den Völkermord durch die Roten Khmer im Kambodscha des Jahres 1975
- Bandit Queen (1994), über die indische Banditin und spätere Politikerin Phoolan Devi
- Jinnah (1998), Film über Muhammad Ali Jinnah, den Gründer Pakistans
- Brotherhood – Wenn Brüder aufeinander schießen müssen (2004), südkoreanischer Film vor dem Hintergrund des Koreakriegs
- Die Neunte Kompanie (2005), russischer Film über eine sowjetische Einheit am Ende der Sowjetischen Intervention in Afghanistan
- Der Krieg des Charlie Wilson (2007), Film mit Tom Hanks über ein amerikanisches Kongressmitglied, das sich in den sowjetischen Afghanistankrieg der 1980er-Jahre einmischt.
- The Stoning of Soraya M. (2008), über die Steinigung der Iranerin Soraya Manutchehri aufgrund eines angeblichen Ehebruchs (1986), basiend auf dem Buch La Femme Lapidée des französisch-iranischen Journalisten Freidoune Sahebjam
- Argo (2012), Film über den Canadian Caper (1979), die Rettung von 6 US-Bürgern aus dem Iran, während der Geiselnahme von Teheran.
- Emperor – Kampf um den Frieden (2012), Film über die begonnene Besatzungszeit in Japan und die Frage einer möglichen Kriegsschuld von Kaiser Hirohito.
- War Machine (2017), satirischer Film über den Afghanistan-Krieg der USA zu Beginn der Präsidentschaft Obamas, dessen Hauptfigur General Glen McMahon (Brad Pitt) auf Stanley A. McChrystal basiert.
- Die Schlange (2021), Miniserie über den Serienmörder Charles Sobhraj (* 1944), der in den 1970er Jahren auf dem sogenannten Hippie trail in Südostasien mordete.

#### China
- The Soong Sisters (1996), Geschichte der Soong-Schwestern, die im Zentrum der chinesischen Geschichte in der ersten Hälfte des 20. Jahrhunderts stehen
- Kundun (1997), Film von Martin Scorsese über den 14. Dalai Lama von Tibet in den Jahren 1937–1959
- Sieben Jahre in Tibet (1997), Film über Heinrich Harrers Erlebnisse in Tibet
- Balzac und die kleine chinesische Schneiderin (2002), Verfilmung des gleichnamigen Romans Dai Sijie über das Leben in China während der Kulturrevolution.

#### Vietnamkrieg
- Die durch die Hölle gehen (1978), (Anti-)Kriegsfilm von Michael Cimino
- Apocalypse Now (1979), Antikriegsfilm, der während des Vietnamkrieges spielt.
- Platoon (1986), Film von Oliver Stone über den Krieg und seine Wirkung auf Soldaten
- Full Metal Jacket (1987), Film von Stanley Kubrick über den Vietnamkrieg und die Ausbildung davor
- Hamburger Hill (1987), Film von John Irvin über die Schlacht am Hamburger Hill 1969
- Geboren am 4. Juli (1989), Film über den Soldaten (Vietnamkrieg) und späteren Friedensaktivisten Ron Kovic, verkörpert von Tom Cruise
- Zwischen Himmel und Hölle (1993), Erlebnisse einer Vietnamesin während des Vietnamkrieges und später in den USA, Verfilmung des autobiographischen Romans von Le Ly Hayslip
- Tigerland (2000), Film über die Ausbildung von Rekruten für den Vietnamkrieg
- Der stille Amerikaner (2002), Verfilmung der Romanvorlage von Graham Greene, deren Handlung vor dem Hintergrund des französischen Vietnamkrieges spielt.
- The Last Full Measure (2019), über den Airman William Hart Pitsenbarger (1944–1966) während des Vietnamkrieges und seine posthume Auszeichnung.

#### Vorderasien
- Exodus (1960), amerikanischer Film mit Paul Newman über die Ankunft jüdischer Flüchtlinge im Palästina nach dem Zweiten Weltkrieg
- Golda Meir (1982), Film über die israelische Politikerin und Ministerpräsidentin Golda Meir (1898–1978), dargestellt von Ingrid Bergman
- München (2005), Film über die Geiselnahme bei den Olympischen Sommerspielen 1972 in München und die Verfolgung der Verantwortlichen durch den israelischen Geheimdienst Mossad
- Gelobtes Land (2011), vierteilige Serie von Peter Kosminsky über den Palästinakonflikt, deren Handlung in den 1940er Jahren und 2005 spielt.
- Valley of Tears  (2020), israelische Serie über den Jom-Kippur-Krieg (1973)
- Golda – Israels Eiserne Lady (2023), Film über die israelische Politikerin und Ministerpräsidentin Golda Meir (1898–1978), dargestellt von Helen Mirren

### Afrika
- Schrei nach Freiheit (1987), Film über den südafrikanischen Freiheitskämpfer Steve Biko und den Journalisten Donald Woods
- Black Hawk Down (2001), Kriegsfilm über die Schlacht von Mogadischu 1993
- Hotel Ruanda (2004), Film über ein Hotel, das Menschen im Völkermord in Ruanda (1994) das Leben rettet
- Der letzte König von Schottland – In den Fängen der Macht (2006), Film über den Diktator Idi Amin
- Catch a Fire (2006), Thriller über die Apartheid-Zeit in Südafrika
- Goodbye Bafana (2007), Film über Nelson Mandela während seiner Inhaftierung auf Robben Island
- Mandela – Der lange Weg zur Freiheit (2013), Film basierend auf Mandelas Autobiografie Der lange Weg zur Freiheit
- The Siege of Jadotville (2016), Film über einen UN-Einsatz während der Kongo-Krise (1960–1965)
- 7 Tage in Entebbe (2018), Film über die Operation Entebbe (1976)
- Escape from Pretoria (2020), Film über den Ausbruch der politischen Häftlinge und Anti-Apartheid-Aktivisten Tim Jenkin, Stephen Lee und Alex Moumbaris aus dem Zentralgefängnis von Pretoria 1979
- Silverton Siege (2022), südafrikanischer Spielfilm über einen misslungenen Anschlag dreier Freiheitskämpfer, der in der Folge zu einer Geiselnahme in Silverton, einem Vorort von Pretoria führt.

### Lateinamerika
- Die Stunde der Komödianten (1967), Verfilmung der Romanvorlage von Graham Greene, die Handlung spielt vor dem Hintergrund der Diktatur von François Duvalier auf Haiti
- Che! (1968), Biographie von Che Guevara
- Vermißt (1982), mit der goldenen Palme ausgezeichneter Politthriller über die Ermordung von Charles Horman während des Staatsstreiches in Chile 1973 mit Jack Lemmon in der Rolle seines Vaters und Sissy Spacek in der Rolle seiner Ehefrau
- Under Fire (1983), Politthriller vor dem Hintergrund des Zusammenbruchs der Herrschaft des Diktators Somoza in Nicaragua
- Salvador (1986), Film von Oliver Stone über die Auswirkungen der amerikanischen Außenpolitik in Salvador
- Fidel & Che (2002), Film über die Freundschaft von Fidel Castro und Che Guevara
- Machuca, mein Freund (2004), über Freundschaft von zwei Kindern aus unterschiedlichen sozialen Schichten vor dem Hintergrund des Staatsstreiches in Chile 1973
- Die Reise des jungen Che (2004), Film über die Südamerika-Reisen Che Guevaras
- Der gute Hirte (2006), Spionagethriller von und mit Robert De Niro sowie mit Matt Damon über die Invasion in der Schweinebucht 1961
- Schwarze Nelke (2007), über den schwedischen Botschafter Harald Edelstam während des Staatsstreichs in Chile 1973
- Che – Guerrilla und Che – Revolución (2008), Leben Che Guevaras während der Kubanischen Revolution und in Bolivien
- Der deutsche Freund (2012), Beziehungsfilm auf dem Hintergrund der deutschen und argentinischen Politikentwicklung von den 1950er Jahren bis zu den 1990er Jahren mit eingearbeitetem Doku-Material
- Narcos (2015), Miniserie über Pablo Escobar, den Anführer des Medellín-Kartells und das Cali-Kartell
- Colonia Dignidad – Es gibt kein Zurück (2016), Spielfilm über die Colonia Dignidad in Chile (1973)
- Emilia Perez (2024), preisgekrönter Spielfilm & Musical über einen mexikanischen Drogenkartellboss, der sein Leben durch eine Geschlechtsumwandlung verändern möchte.
- Für immer hier (2024; Brasilien / Frankreich), preisgekrönter Spielfilm über den Kampf einer Ehefrau gegen das politische Verschwinden ihres Ehemannes und Oppositionspolitiker während der brasilianischen Militärdiktatur.

### Ozeanien
- Ein Schrei in der Dunkelheit (1988), über einen Medien- und Justizskandal in Australien in dessen Zentrum der Pastor Michael Chamberlain (1944–2017) verkörpert von Sam Neill und seine Frau Lindy (1948) verkörpert von Meryl Streep stehen.
- The Dish (2000), Film über die Rolle des Parkes-Observatorium bei der Übertragung der Mondlandung (1969)
- Holding the Man (2015), Film über das Leben des australischen Schriftstellers Timothy Conigrave von 1976 bis 1992
- House of Bond (2017), Miniserie über den australischen Unternehmer Alan Bond (1938–2015)
- Operation Buffalo (2020), Fernsehserie über die britischen Wasserstoffbombentests in der südaustralischen Wüste im Jahr 1956

### Kulturgeschichte
- Nashville Lady (1980), Film über die Country-Sängerin Loretta Lynn, die von Sissy Spacek verkörpert wird
- Sweet Dreams (1985), Film über die Country-Sängerin Patsy Cline (1932–1963)
- Sid und Nancy (1986), über die Beziehung zwischen dem Punkmusiker Sid Vicious (1957–1979) verkörpert von Gary Oldman und Nancy Spungen (1958–1978) verkörpert von Chloe Webb
- Great Balls of Fire – Jerry Lee Lewis – Ein Leben für den Rock’n’Roll (1989), Film über den Sänger Jerry Lee Lewis in den 1950er-Jahren, mit Dennis Quaid und Winona Ryder
- The Doors (1991), Film über die Rockgruppe The Doors und ihren Leadsänger Jim Morrison
- Tina – What’s Love Got to Do with It? (1993), über die Sängerin Tina Turner (1939–2023) gespielt von Angela Bassett
- Backbeat (1994), Film über frühen Beatles und ihre Zeit in Hamburg
- Selena – Ein amerikanischer Traum (1997), über die Tejano-Sängerin Selena Quintanilla-Pérez (1971–1995) gespielt von Jennifer Lopez
- Mr. Rock ’n’ Roll: Die Alan Freed Story (1999), Geschichte des Radiomoderators Alan Freed und die Entstehungsgeschichte des Rock 'n' Roll
- Die Geschichte der Dorothy Dandridge (1999), über die afroamerikanische Schauspielerin Dorothy Dandridge (1922–1965) gespielt von Halle Berry
- A Beautiful Mind – Genie und Wahnsinn (2001), über den schizophrenen Mathematiker und Wirtschaftsnobelpreisträger John Nash (1928–2015) verkörpert von Russell Crowe
- Iris (2001), über die im Alter an Alzheimer erkrankte Schriftstellerin und Philosophin Iris Murdoch (1919–1999)
- High Roller: The Stu Ungar Story (2003), Film über den Pokerspieler Stu Ungar (1953–1998)
- Hawking – Die Suche nach dem Anfang der Zeit (2004), britische TV-Serie über den Physiker Stephen Hawking (1942–2018)
- Walk the Line (2005), Film über Johnny Cash verkörpert von Joaquin Phoenix
- Elvis (2005), Fernseh-Zweiteiler über den Sänger Elvis Presley
- Milk (2008), Filmbiografie mit Sean Penn über den amerikanischen Homosexuellen-Aktivisten Harvey Milk in den 1970er-Jahren
- The Damned United (2009), Sportdrama über den englischen Fußballtrainer Brian Clough in seiner Zeit bei Leeds United 1974
- Der Mann mit dem Fagott (2011), Verfilmung der Autobiografie von Udo Jürgens als Fernsehzweiteiler
- House of Versace – Ein Leben für die Mode (2013), Geschichte des Modeunternehmens Versace und der gleichnamigen Gründerfamilie.
- Masters of Sex (2013), Fernsehserie über Masters und Johnson und ihre Untersuchungen zum menschlichen Sexualverhalten
- Saving Mr. Banks (2013), Film über die Verhandlungen mit der Schriftstellerin P. L. Travers zu den Filmrechten von Mary Poppins in Hollywood im Jahre 1961
- Grace of Monaco (2014), Film über die Fürstin Gracia Patricia von Monaco in den 1960ern
- Cilla (2014), dreiteilige Biographie der britischen Sängerin Cilla Black (1943–2015)
- Die Entdeckung der Unendlichkeit (2014), über den Physiker Stephen Hawking (1942–2018)
- Experimenter (2015), Film über Stanley Milgram, dargestellt von Peter Sarsgaard, und das nach ihm benannte Milgram-Experiment (1961)
- I Saw the Line (2015), Film über den Country Musiker Hank Williams verkörpert von Tom Hiddleston
- Miles Ahead (2015), über den Jazz-Trompeter Miles Davis (1926–1991) verkörpert von Don Cheadle
- Pelé – Der Film (2016), biographischer Spielfilm über den brasilianischen Fußballer Pelé
- Elvis & Nixon (2016), Film über ein Treffen zwischen dem King of Rock ’n’ Roll Elvis Presley und dem US-Präsidenten Richard Nixon im Jahr 1970
- Hidden Figures – Unerkannte Heldinnen (2016), über afroamerikanische Wissenschaftlerinnen bei der Nasa zu ihrer Anfangszeit.
- Christine (2016), über die depressive Journalistin und Moderatorin Christine Chubbuck (1944–1974), die vor laufender Kamera Selbstmord beging.
- Nina (2016), über die Jazz-Sängerin Nina Simone (1933–2003), verkörpert von Zoe Saldana
- Battle of the Sexes – Gegen jede Regel (2017), Film über Billie Jean King und den Battle of the Sexes (1973)
- Borg/McEnroe (2017), über die Tennisrivalen Björn Borg und John McEnroe
- Alberto Giacometti (2017), über den Maler Alberto Giacometti und den Schriftsteller Alberto Giacometti
- Rebel in the Rye (2017), biographischer Film über den Schriftsteller J. D. Salinger (1919–2010)
- Frühes Versprechen (2017), Verfilmung der gleichnamigen Autobiographie des französischen Diplomaten und Schriftstellers Roman Gary (1914–1980), verkörpert von Pierre Niney mit Charlotte Gainsbourg in der Rolle seiner Mutter
- Bohemian Rhapsody (2018), biographischer Film über Freddie Mercury (1946–1991) und die Band Queen
- Trautmann (2018), Film über den Fußball-Torhüter Bert Trautmann (1923–2013)
- Der wunderbare Mr. Rogers (2019), Film über den amerikanischen Moderator, Schriftsteller und Puppenspieler Fred Rogers (1928–2003)
- Gundermann (2019), Film über den Liedermacher Gerhard Gundermann (1955–1998)
- Judy (2019), biographischer Film über die Schauspielerin Judy Garland (1922–1969)
- I Am Woman (2019), Film über die australische Sängerin und Feministin Helen Reddy (1941–2020) gespielt von Tilda Cobham-Hervey
- Selena: The Series (2020), Miniserie über die Tejano-Sängerin Selena Quintanilla-Pérez (1971–1995) gespielt von Christian Serratos
- Respect (2021), Film über die Sängerin Aretha Franklin (1942–2018)
- Lamborghini: The Man Behind the Legend (2022), über den italienischen Automobilkonstrukteur und Unternehmer Ferruccio Lamborghini (1916–1993)
- Air: Der große Wurf (2023), Film über den Nike-Markenchef Sonny Vaccaro und der Nike-Gründer Phil Knight und ihre Verpflichtung von Michael Jordan als Werbeträger (1984)
- Tetris (2023), Film über die Geschichte und Vermarktung des Videospiels Tetris in den 1980er Jahren.
- Sweetwater (2023), Film über Nathantiel „Sweetwater“ Clifton (1922–1990) einer der ersten schwarzen Basketballspieler in der NBA.
- Girl You Know It’s True (2023), Film über das Pop-Duo Milli Vanilli und den durch es verursachten Musikskandal Ende der 1980er Jahre.
- Wildcat (2023), Film die amerikanische Schriftstellerin Flannery O’Connor (1925–1964)
- So long, Marianne (2024), über den kanadischen Liedermacher Leonard Cohen und seine Beziehung zu Marianne Ihlen, der Frau des norwegischen Schriftstellers Axel Jensen, in den 1960er Jahren.
- Queer (2024), Film über dem amerikanischen Schriftsteller William S. Burroughs (1914–1997), dargestellt von Daniel Craig, in Mexiko in den 1950er Jahren.

## Zeit seit dem Fall der Berliner Mauer
- Inside Wikileaks – Die fünfte Gewalt (2013), Film über die Geschichte von WikiLeaks
- Gold – Gier hat eine neue Farbe (2016), Geschichte eines Skandals im Goldbergbau lose basierend auf dem Bre-X-Skandal (1997)

### Europa
- Good Bye, Lenin! (2003), tragikomischer Spielfilm über einen jungen Mann, der seiner Mutter vorgaukelt, die DDR sei nicht untergegangen, hauptsächlich kurz nach dem Mauerfall spielend.
- Die Queen (2006), Film über Elisabeth II. verkörpert von Helen Mirren
- Whistleblower – In gefährlicher Mission (2010), Film über die Polizeiausbilderin Kathryn Bolkovac (Rachel Weisz) und einen Skandal um Zwangsprostitution in den 1990er Jahren in Bosnien.
- Diana (2013), über das Leben von Diana, Princess of Wales (1961–1997)
- Die Täter – Heute ist nicht alle Tage, Die Opfer – Vergesst mich nicht und Die Ermittler – Nur für den Dienstgebrauch (alle 2016), Spielfilmtrilogie der ARD zum Nationalsozialistischen Untergrund mit Anna Maria Mühe als Beate Zschäpe unter der Regie von Christian Schwochow
- Murdered for Being Different (2017), Film über die Ermordung des britischen Teenagers Sophie Lancaster durch eine Jugendbande (2007)
- Official Secrets (2019), Film über die englische Geheimdienstmitarbeiterin und Whistleblowerin Katharine Gun (* 1974) gespielt von Keira Knightley
- Brexit – Chronik eines Abschieds (2019), Film über das Brexit-Referendum 2016, im Mittelpunkt steht der Politikberater Dominic Cummings gespielt von Benedict Cumberbatch
- Kursk (2018), über den Untergang des russischen Atom-U-Boots Kursk in der Barentssee im Jahr 2000
- Die zwei Päpste (2019), Film über die Päpste Benedikt XVI. (1927–2022) und Franziskus (1936–2025) gespielt von Anthony Hopkins und Jonathan Pryce
- Nur eine Frau (2019), über Hatun Sürücü (1982–2005) die 2005 einem Ehrenmord zum Opfer fiel.
- Schuss in der Nacht – Die Ermordung Walter Lübckes (2020), über die Ermordung des Kasseler Regierungspräsidenten Walter Lübcke im Jahr 2019
- Spencer (2021), Film über Diana, Princess of Wales (1961–1997), gespielt von Kristen Stewart, während des Weihnachtsfests 1991, als sie erwägt sich von Prinz Charles scheiden zu lassen.
- Back to Black (2024), Filmbiographie über die britische Sängerin Amy Winehouse (1983–2011)
- Toxic Town (2025), Miniseries über den Corby toxic waste case

### Asien
- Ein mutiger Weg (2007), über die Entführung und Ermordung des Journalisten Daniel Pearl in Pakistan.
- The Lady (2011), Film über die birmanische Oppositionspolitikerin und Friedensnobelpreisträgerin Aung San Suu Kyi, dargestellt von Michelle Yeoh
- Hotel Mumbai (2018), Film über die Anschläge in Mumbai 2008
- The Days (2023), Miniserie über die Nuklearkatastrophe von Fukushima (2011)

#### Vorderasien
- Three Kings – Es ist schön König zu sein (1999), Kriegsfilm dessen Handlung vor dem Hintergrund des Waffenstillstandsabkommens des Zweiten Golfkrieges und der anschließenden Aufstände gegen Saddam Hussein spielt.
- Syriana (2005), Film über die politische Situation im Mittleren Osten, die Folgen amerikanischer Außenpolitik und die Entstehung islamischen Extremismus.
- Jarhead – Willkommen im Dreck (2005), Film über den Zweiten Golfkrieg (1990/1991)
- Die Husseins: Im Zentrum der Macht, über den Diktator Saddam Hussein (1937–2006) und seine Familie im Irak
- Green Zone (2010), Politthriller, der zum Beginn der Besetzung Iraks durch die US-Armee spielt.
- Olso (2021), Film über Oslo-Friedensprozess im Jahre 1991
- Ghost of Beirut (2023), Miniserie über die Jagd auf Imad Mughniyya (1962–2008)

### Nordamerika
- The Watermelon Woman (1996), Film über die Nachwuchsregisseurin Cheryl, die 1996 eine Dokumentation über eine unbekannte afroamerikanische Schauspielerin der 1930er bis 1950er Jahre drehen möchte
- Zwei Mütter für Zachary (1996), über einen historischen Vormundschaftsstreit Bottoms vs. Bottoms in Virginia zu Beginn der 90er Jahre.
- Takedown (2000), Film über den Hacker Kevin Mitnick
- World Trade Center (2006), Film über die Terroranschläge am 11. September 2001
- Machtlos (2007), Film, der die auf Betreiben der Bush-Regierung im Rahmen des Krieges gegen den Terror durchgeführten extraordinary renditions thematisiert.
- Battle in Seattle (2007), über die auch als „Battle of Seattle“ bezeichneten Ereignisse rund um Ministerkonferenz der Wirtschafts- und Handelsminister der WTO in Seattle 1999 und eskalierende Kritik an der Globalisierung
- W. – Ein missverstandenes Leben (2008), Film über den US-Präsidenten George W. Bush
- Recount (2008), Film über die umstrittene US-Präsidentschaftswahl von 2000
- Fair Game – Nichts ist gefährlicher als die Wahrheit (2010), Film über die Plame-Affäre und die Geschehnisse im Vorabend des Irak-Krieges
- The Social Network (2010), Film über Mark Zuckerberg und die Entstehung von Facebook
- Game Change – Der Sarah-Palin-Effekt (2012), Film über den US-Präsidentschaftswahlkampf von John McCain (Ed Harris) und Sarah Palin (Julianne Moore) im Jahre 2008.
- Zero Dark Thirty (2012), Film über die Jagd der USA auf Osama bin Laden
- The Wolf of Wall Street (2013), Film über die Börsenmakler Jordan Belfort (* 1962) und Danny Porush (* 1957)
- Nächster Halt: Fruitvale Station (2013), Film über die Ermordung des Afroamerikaners Oscar Grant 2009
- Der Moment der Wahrheit (2015), Film über den Journalisten, Nachrichtensprecher und Moderator Dan Rather (* 1931), seine Produzentin Mary Maples (* 1956) und ihre Rollen in dem Rathergate-Skandal (2004).
- Steve Jobs (2015), Film über Hightech-Unternehmer und Mitgründer der Firma Apple Steve Jobs (1955–2011)
- Madoff (2016), Fernsehzweiteiler (ABC) von Raymond De Felitta über den Finanzbetrüger Bernie Madoff mit Richard Dreyfuss in als Bernie Madoff
- The Wizard of Lies (2016), Fernsehfilm (HBO) von Barry Levinson über den Madoff-Skandal mit Robert De Niro als Bernie Madoff
- masterminds (2016), über den Loomis-Fargo-Bankraub vom 4. Oktober 1997, bei dem rund 17 Millionen Dollar Bargeld gestohlen wurden.
- Sully (2016), Film über den Flugkapitän Chesley Sullenberger, verkörpert von Tom Hanks, und seine Notlandung im Hudson River 2009 (US-Airways-Flug 1549)
- My First Lady (2016), Biopic über den jungen Barack Obama
- Snowden (2016), Film von Oliver Stone über Edward Snowden (* 1983) verkörpert von Joseph Gordon-Levitt
- Deepwater Horizon (2016), Film über den Untergang der Bohrinsel Deepwater Horizon im Frühjahr 2010
- Confirmation (2016), über Anita Hill und Clarence Thomas und die Ernennung von Thomas zum Richter am Obersten Gerichtshof der Vereinigten Staaten 1991
- War Machine (2017), satirischer Film über den Afghanistan-Krieg der USA zu Beginn der Präsidentschaft Obamas, dessen Hauptfigur General Glen McMahon (Brad Pitt) auf Stanley A. McChrystal basiert.
- Flint  (2017), TV-Film über die Trinkwasserkrise in Flint (Michigan) (ca. 2014–2018)
- I, Tonya (2017), über die Eisläuferin Tonya Harding und ihre Konkurrentin Nancy Kerrigan
- Megan Leavy (2017), über die US-Militärpolizistin und Hundeführerin Megan Leavy (* 1983)
- The Looming Tower (2018), Miniserie über Probleme zwischen FBI und CIA in der Terrorbekämpfung im Vorfeld der Terroranschläge am 11. September 2001 basierend auf dem Sachbuch The Looming Tower: Al-Qaeda and the Road to 9/11
- Pose (2018–2021), Serie über den Alltag einiger Mitglieder der Ballroom-Szene von 1987 bis 1994
- Waco (2018), Miniserie über die Belagerung der Branch Davidians durch das FBI („waco siege“) im Februar 1993
- Vice – Der zweite Mann (2018), Film über den US-Politiker und Vizepräsidenten Dick Cheney (* 1941)
- Der Fall Richard Jewell (2019), über den Wachmann Richard Jewell (1962–2007) und den Bombenanschlag bei den Olympischen Spielen 1996
- Bombshell – Das Ende des Schweigens (2019), Film über Fox News und die dort arbeitenden Moderatorinnen Gretchen Carlson (* 1966) und Megyn Kelly (* 1970)
- Trial by Fire (2018), Film über Cameron Todd Willingham (1968–2004), der trotz eines äußerst kontroversen Gerichtsverfahrens 2004 hingerichtet wurde.
- The Act (2019), Serie über die Hintergründe des Mordfalls Dee Dee Blanchard (2015) und das Münchhausen-Stellvertretersyndrom
- The Loudest Voice (2019), Miniserie über Roger Ailes (1940–2017), gespielt von Russell Crowe, und Fox News
- Unbelievable (2019), Miniserie über eine Vergewaltigungsserie in Colorado und Washington (2008–2011)
- Unorthodox (2020), Miniserie über die Emanzipation einer Satmar-Jüdin, basiert lose auf der Autobiographie von Deborah Feldman
- The Outpost (2020), über eine Begebenheit im Afghanistankrieg basierend auf dem Buch Outpost, an Untold Story of American Valor des Journalisten Jake Tapper
- The Comey Rule (2020), zweiteiliger Film über den FBi-Direktor James B. Comey (Jeff Daniels) und die FBI-Ermittlungen gegen Hillary Clinton und Donald Trump (Brendan Gleeson) im Umfeld der Präsidentschaftswahl in den Vereinigten Staaten 2020
- Silk Road – Gebieter des Darknets (2021), über die Website Silk Road in Darknet und die Operation zu ihrer Schließung 2013.
- King Richard (2021), biographischer Film über die Tennisspielerinnen Venus und Serena Williams
- Pam & Tommy (2022), Miniserie über die Beziehung von Pamela Anderson und Tommy Lee im Jahr 1995.
- The Dropout (2022), Miniserie über Elizabeth Holmes (* 1984) und ihre Firma Theranos
- Ted K (2022), Film über den Mathematiker und Sprengstoff-Attentäter (Unabomber) Ted Kaczynski (1942–2023)
- We Own This City (2022), Miniserie über einen langjährigen Korruptionsfall im Baltimore Police Department der 2000er Jahre
- BlackBerry (2023), Film über das kanadische Unternehmen Blackberry und die Produktionen des ersten Smartphones der Welt.
- The Staircase (2022), Miniserie über den Schriftsteller Michael Iver Peterson (*1943), dargestellt von Colin Firth, und den Mord an seiner Frau.
- Flamin’ Hot (2023), über das Leben von Richard Montañez, den Erfinder des Kultsnacks Flamin' Hot Cheetos.
- Dumb Money – Schnelles Geld (2023), Film über den Anstieg der GameStop-Aktie 2021
- Reality (2023), über die Whistleblowerin Reality Winner gespielt von Sydney Sweeney
- Winner (2024), über die Whistleblowerin Reality Winner gespielt von Emilia Jones

### Afrika
- Invictus – Unbezwungen (2008), Film über Nelson Mandela und das südafrikanische Rugby-Team in den 1990er-Jahren
- Endgame (2009), Film über das Ende der Apartheid in Südafrika
- Queen of Katwe (2016), biographischer Film über die ugandische Schachspielerin Phiona Mutesi (* 1996)

### Ozeanien
- Ride Like a Girl – Ihr größter Traum (2019), Film über die Australierin Michelle Payne (* 1985), die als erster weiblicher Jockey den Melbourne Cup gewann.
- Next Goal Wins (2023), über die amerikanisch-samoanische Fußballnationalmannschaft auf ihrem Weg zur Qualifikation für die Fußball-Weltmeisterschaft 2014